# 仮面ライダーウィザード
『仮面ライダーウィザード』（かめんライダーウィザード、欧文表記:KAMEN RIDER WIZARD）は、2012年9月2日から2013年9月29日まで、テレビ朝日系列で毎週日曜8時から8時30分（JST）に全53話が放映された、東映制作の特撮テレビドラマ作品、および作中で主人公が変身するヒーローの名称。
キャッチコピーは「さあ、ショータイムだ!」。

## 概要
平成仮面ライダーシリーズ第14弾。シリーズとしては初めて「魔法使い」をテーマとしているが、これは前作『仮面ライダーフォーゼ』がメカニカルな設定で変身するライダーであり、内容もSF的な要素が強かったため、趣向を変えてファンタジー路線の極みのライダーを作る、という方針がとられたためである。前作『フォーゼ』では明るい主人公像が志向されていたのに対し、本作品の主人公は仮面ライダー（魔法使い）になる過程で「絶望を乗り越えて力を手にした」という経験をしており、その後も戦いにおいて度々苦悩する描写がみられる。また敵側では「異形の存在として生まれながら、元となった人間の人格を受け継いでしまった」者の苦しみも触れられ、他にも人としての心の在り方や力の使い方が語られるなど、平成ライダーシリーズの初期で見られた要素も組み込まれている。そのため、前作から一転して人間の絶望をテーマとしたシリアスな物語が展開された。
本作品より、それまで使用されてきたパナソニックの「VARICAM」に代わり、アーノルド&リヒターの最大120コマのハイスピード対応型フルHDカメラ「ALEXA」を全編のメインカメラとして導入。以降『仮面ライダードライブ』まで使用された。
『仮面ライダーW』以降、平成仮面ライダーシリーズ作品は9月初旬開始 - 翌年8月末終了という放送スタイルを取っていたが、本作品では次作『仮面ライダー鎧武/ガイム』を10月初旬開始のスケジュールに変更する都合上、放送期間を9月末まで延長している。そのため、平成仮面ライダーシリーズでは最多の放送回となっている。またテレビシリーズは第51話でそれまでのストーリーに一区切りをつけ、第52話・第53話は『仮面ライダークウガ』から前作『フォーゼ』までの主役仮面ライダーや敵怪人が集結するストーリーとなっており、『仮面ライダーディケイド』の門矢士 / 仮面ライダーディケイドや、声のみではあるものの『仮面ライダー電王』の仮面ライダー電王 ソードフォーム（モモタロス）もオリジナルのキャストで出演する。この特別編では、放送開始に先がけて『鎧武/ガイム』の葛葉紘汰 / 仮面ライダー鎧武も特別出演している。
放送形態に関しては従来のシリーズと同じく二話完結型の構成となっているが、本作品では幾つか一話完結のエピソードが挿入されている。これに関してパイロット監督の中澤祥次郎は「第1話を一話完結で見せて第2話への視聴意欲を芽生えさせようとした」、「きだ（つよし）さんと宇都宮（孝明）さんの間で『二話完結に拘らなくてもいい』という認識もあった」と語っている。
本作品で脚本を担当したきだつよしによると、東日本大震災後の日本へのエールも込めて「今を受け入れ前に進む」ということをテーマにしているという。

## あらすじ
ある日、新米刑事・大門凛子は出動先で見たことのない化け物に遭遇する。拳銃も効かず、なす術もなく追い詰められる凛子たちの前に、バイクに乗った一人の青年・操真 晴人（）が飛び込んでくる。晴人は自らを「魔法使い」と名乗ると、炎を纏った戦士へと姿を変え、銀の銃弾と銀の刃を手に化け物と戦い始める。
晴人は半年前の日蝕の日、とある海岸で人知れず行われた謎の儀式・サバトで生き残ったことで仮面ライダーウィザードへと変身する資格を得ており、恐るべき化け物・ファントムと戦う日々を送っていた。ファントムはゲートと呼ばれる魔力を持った人間が絶望することで生み出され、死亡したゲートに成り代わって日常に紛れ込み、新たなゲートへの襲撃を繰り返していた。晴人は絶望の淵に追い込まれるゲートたちを「俺が最後の希望だ」と励まし、彼らを守り続ける。
晴人へ魔法使いの力を与えた白い魔法使いと、記憶を失くした少女・コヨミの正体とは。さらに、見え隠れする怪人・ワイズマンの影。やがて、希望と絶望を巡る戦いは激化していく。

## 登場人物

### 魔法使い（仮面ライダー）
操真 晴人（） / 仮面ライダーウィザード
本作品の主人公。半年前の日蝕の日にファントムを生み出す儀式に巻き込まれたが、強制的な絶望を乗り越えたことで、白い魔法使いから魔法使いとなる資格を得て、ウィザードライバーとウィザードリングを与えられた青年。22歳。同じ悲劇を二度と繰り返させないと誓い、絶望に堕ちかかったゲートを「約束する、俺がお前の最後の希望だ」と励ましながら、仮面ライダーウィザードに変身してファントムと戦っている。
幼いころに両親と共に交通事故に遭い、自分だけが生き残ったという過去を持つ。その時の両親の「晴人は私たちの希望だ」という遺言が晴人の心の支えとなっている。その後サッカーチームに所属し、プロ選手を目指していたが、セレクションのときにチームメイトである篠崎和也に重傷を負わせてしまい、和也の恋人の直美から激しく非難され、結果的にチームを脱退した。戦闘開始時の口癖「さあ、ショータイムだ!」はサッカー選手時代からの決め台詞でもあった。
普段はお調子者を装っているが、根は真面目な性格である。過去をあまり語ろうとせず、本心を見せない。また、仲間の危機には激しい感情を露わにする。特にコヨミに関してはそれが顕著になり、救いたいがために周囲を顧みない行動を取ってしまうこともあった。
「ファントムから人を守れるのは魔法使いだけ」と考え、その使命感ゆえにファントムに敗北したり自分の行動に疑問を感じたりすると焦りや不安を露わにし、目の前で誰かが傷つくことを恐れるあまり苦悩することもある。幼いころから自分の感情を押し殺し、他人にそれを悟られまいとして生きてきたために、一緒に戦える仲間が増えた後でも、全て一人で解決しようとして思い詰めていくことになる。しかし、小学校時代の恩師である熊谷の言葉に考えを改め、もっと仲間たちに頼っていくと約束した。
ドーナツが大好物で、移動ドーナツショップ「はんぐり〜」の常連だが、いつもお気に入りのプレーンシュガーしか注文しない（他人に奢る場合は別）。
変身前もウィザーソードガンを用いる他、一般人の前でも魔法も行使する。戦闘中にはウィザーソードガン・ソードモードを振り回したり、戦闘後には「ふぃ〜」とひと息をつくなどといった癖がある。自身がウィザードであることを隠すようなことは無く、むしろ「魔法使い」であることを公言している。
笛木がコヨミの父親であると知った後は、笛木に対する信頼と疑念の狭間で苦悩する。それでも一度は笛木を信じようと、自分の気持ちを押し殺し、コヨミを連れ去ったことを容認するが、これまでの出来事全てが笛木の策略であった事実を知り、愕然として戦意を喪失してしまう。失意の中、コヨミのためならば人柱になってもいいとすら口にするが、関係のない人々まで命を落とすことになると知り、激昂。サバトは結果として仁藤に阻止されるが、その後もコヨミを甦らせることに執着する笛木を止めるため、そしてコヨミを別の方法で救うために今一度自分を奮い立たせる。しかし、その後迎えた笛木との戦いに一度は勝利したかに思えたが、笛木の執念の前に再び倒れてしまう。そこに現れたグレムリンによってとどめを刺された笛木は消滅。さらには眼前でコヨミが切り裂かれ、なす術もないままに、ついに彼女を失ってしまう。コヨミが消滅した後は、輪島が馬鹿な真似をするのではないかと不安を抱くほどに酷く気落ちして塞ぎ込むが、彼女から託された希望と言葉を胸に、一人最後の戦いへと赴く。賢者の石の力で暴走したグレムリンに苦戦するが、コヨミの希望を叶えることによって、彼女の命ではなく心を救う、という、誰のものでもなく自分自身の希望を叶えるため、渾身の突きでグレムリンから賢者の石を奪還。そして、賢者の石はコヨミと晴人自身の想いでホープウィザードリングへと姿を変え、それを指にはめた晴人の最後の一撃で、ついにグレムリンを撃破する。
戦いが終わった後は、「静かに眠りたい」というコヨミの最後の希望を叶えるために、ホープウィザードリングを安置できるような誰にも見つからない遠い場所を探し、一人旅立つ。その手には、いつものプレーンシュガードーナツと、コヨミの分であるスペシャルドーナツが握られていた。
『仮面ライダー×仮面ライダー 鎧武&ウィザード 天下分け目の戦国MOVIE大合戦』
『仮面ライダーウィザード 約束の場所』では主人公として登場し、ホープウィザードリングを安置できる場所を探して世界各国を旅していたが、実際はコヨミへの未練を断ち切れておらず、リングを手放せずにいた。しかしそこをウィザードラゴンを狙うオーガに付け入られ、コヨミを悪の白い魔法使いとして復活させられてしまう。さらに、自らの希望であるコヨミを殺して絶望するか、コヨミが世界を破壊していくのを見て絶望するかの二択を迫られる。元凶になってしまったホープウィザードリングは、晴人自身の手で自分のアンダーワールドに存在する"在りし日の面影堂"の"在りし日のコヨミ"に託し封印した。
『仮面ライダー鎧武 戦極バトルロワイヤル!』では、イエヤスの部下たちが武神鎧武の怪人たちに殺される姿を見て、天下統一に疑問を抱き、この戦いはゲームじゃないと戦いを拒む葛葉紘汰に対し、「ただ単に天下が欲しいのではなく、誰かの希望を守るために戦っている」と伝え、「守る力があるのに何もしないでいるのか」と紘汰を励まし、彼と共に武神鎧武に立ち向かった。
『平成ライダー対昭和ライダー 仮面ライダー大戦 feat.スーパー戦隊』
最終決戦において、仲間の復活に迷っていた乾巧に「自分の未練でコヨミを悪の魔法使いとして蘇らせてしまった」と上記の『仮面ライダーウィザード 約束の場所』での自分の経験を語り、「本当に絶望しちまったら、俺があんたの希望になってやる」と伝える。
『仮面ライダー平成ジェネレーションズ Dr.パックマン対エグゼイド&ゴーストwithレジェンドライダー』
レジェンドライダーの中でも一番先輩のライダーとして登場。財前美智彦の施設へ潜入するため、警察を一瞬で消し去り、ボディーガードとして潜入に成功する。その後、プラモンスターを使い、泊進ノ介に天空寺タケル / 仮面ライダーゴーストと連絡をとらせると、タケルと宝生永夢 / 仮面ライダーエグゼイドが施設へ潜入するのを誘導する。
その後、単独で施設に潜入していた泊進ノ介や突然現れた仮面ライダー鎧武と合流すると、鎧武以外の4人と同時変身を行う。なお、その合流の際、それ以前の『天下分け目の戦国MOVIE大合戦』や『仮面ライダー大戦』で面識のある鎧武の紹介も行っている。
小説『S.I.C. HERO SAGA KAMEN RIDER WIZARD EDITION -魔法使いの弟子-』
20年後の未来で瞬平が出会った未来の晴人として登場。仮面ライダーポセイドンとの戦闘で敗北と同時に過去へ巻き戻され、繰り返し戦い続けるループの状態になっており（20回は繰り返しているという）、それを打開できるのは瞬平だけだと述べる。瞬平の力でインフィニティードラゴンゴールドへ変身し、ポセイドンを倒すことができた。
ウィザードラゴン
晴人の体内に存在する巨大なファントム。晴人からは「ドラゴン」と呼ばれる。
晴人の魔力そのものであり、サバトの儀式で完全に誕生するはずだったが、晴人が絶望しなかったため現実世界に顕現せずに体内のアンダーワールドに抑え込まれた不完全な状態である。現在は晴人に協力しているが、何れは晴人を完全な絶望に誘おうと狙っている。
晴人自身のアンダーワールドでの晴人の「お前の力も俺の希望だ」との言葉に興味を覚え、自身の力にどれほど耐えうるか見極めるため、強化形態への変身能力を授ける。その際「俺の力を使うということは、より絶望に近づくことだ」と警告した。
一度は晴人のアンダーワールドに侵入したレギオンに倒され消滅したが、晴人の強い心により再生を遂げた。

仁藤 攻介（） / 仮面ライダービースト
ファントムを求めて旅をしている風来坊の青年。23歳。
決まった場所に定住せず、普段は携帯しているテントを公園や寺の境内に許可なく張って自炊生活している。
福井県出身。かつては考古学を専攻していた大学生で、とある古代遺跡の調査中に封印されていたビーストドライバーを発見し、それを身に着けて扉を開いたことでビーストキマイラと一体となってしまい、ビーストキマイラに魔法を授けられるが、同時に仮面ライダービーストとなってビーストキマイラに魔力を与え続けなければ生きられない身体になってしまい、ビーストキマイラに自身が食われてしまう運命にある。そのため「食事」を邪魔する者には誰であろうと容赦しない。しかし持ち前のポジティブさゆえに悲愴感はほとんどなく、むしろ未知の経験に興奮を覚え、「これからどうなるのか知りたい」という探究心を抱いている。そのため、「自身のアンダーワールドに入ったウィザードがビーストキマイラを倒して問題を解決する」という手段を頑なに拒んでいる。
常に空腹状態で、陽気かつマイペースで豪放磊落だが、人の話を最後まで聞かず、他人が何か言おうとすると「皆まで言うな!」と遮って、勝手な解釈をして納得する大雑把な性格で、「ピンチをチャンスと考える」を信条としている。前述の経緯により絶望を経験せずに魔法使いとなったため、ゲートに関する知識は皆無同然だった。
枠に捕らわれない自由奔放な性格だが、意図せず他者へ掛けてしまった迷惑や私利私欲のためにゲートを犠牲にし新たなファントムを生むことなどは「後味が悪い」と言って良しとせず、自身で尻拭いをする責任感もあり、欲に目が眩みビーストドライバーを盗んだ中本を簡単に許したり、高校の同級生で親友であった土屋から手酷い仕打ちを受けながらも、最後まで親友として救おうとするなど、根はお人好し。また、結構な女好きでもあり、敵だと分かっているにもかかわらずメデューサ / ミサに「かわいい」などと述べ、26話では稲森真由をミサだと勘違いし襲い掛かり、警察に逮捕されている。
福井の実家はかなりの名家であり、彼もお坊ちゃまである。しかし昔から腕白な上に探究心旺盛だったために、それを咎める厳格な祖母・敏江とはことあるごとに衝突し、遂には大学で考古学を学ぶために高校生の時に家を飛び出していた。しかし、敏江の言動が自身を案じるがゆえのものであったことに気付き、ワータイガーとの戦いの一件以降、和解している。
「マヨネーズは世界で一番偉大な食い物」と称するほどの極度のマヨラーで、何にでもマヨネーズをかけて食べることを好む。それゆえ、晴人からは「マヨネーズ」と呼ばれたこともあった。本来ファントムが悪事を働かなければ平和のはずだが、それに反比例して「餌」がないことで路頭に迷う姿がよく描かれている。自身の獲物を求めて様々な策を巡らすが、どれも浅はかで無駄足を踏んだり、自滅するのがほとんど。狙いに定めたファントムを「メーンディッシュ（主菜）」と呼ぶ。
変身前後問わず、バイクには乗らないものの、自転車に関してはそれで多くの遺跡を回った経験からかなりの運転技術を持ち、瞬平からオフロードのマウンテンバイクを借りた際には、変身せずともグールを圧倒する戦闘能力を見せた。
晴人に出会った当初は「魔法使いは皆ファントムの魔力を喰らう」と思い込んでいたため、彼をライバル視する。だがファントムとゲートの関連性をある程度理解したことに加え、晴人に「明日の命より、今日の命だ」と諭されたことで考えを改め、ライバル扱いするのは変わらないものの晴人たちと共闘するようになる。また、晴人が魔法を使えなくなった際には、自分とキマイラを庇ったためにウィザードラゴンがレギオンに倒されたことの責任を感じており、レギオンを倒すことに拘っていた。魔法使いになった際の関わりがない白い魔法使い（笛木）に対しては、譲の一件から強い不信感を抱いている。
自身を除く魔法使いたちが笛木の掌中に落ち、サバトを止められる最後の魔法使いとなった際、笛木と対峙するも圧倒される。しかし己の命を顧みず、笛木から奪ったハーメルケインでビーストドライバーを破壊し、ビーストキマイラを解放することでサバトを阻止した。これによりビーストキマイラの下僕から解放され、魔法使いとしての力を失った。
グレムリンとの戦いの後は、ビーストキマイラを探し出し彼のことをさらに調べるため、譲と共に（週末限定の）探索に出向く日々を送っている。
52話では前話より引き続き登場の晴人とは違い、キマイラと別れる前の時間軸からやってきた。53話では単身アマダムに挑んだものの、アマダムが召喚した怪人たちの猛攻で大ダメージを受けたことで力尽き、元の時間軸に戻されたまま登場することはなかった。
『劇場版 仮面ライダーウィザード in Magic Land』
魔法の国の住人となっている。国内では古代魔法学の権威として名が広く知られているが、魔力流通システムに頼らず自給自足の生活をしているため、周囲からは変わり者と思われている。同作品ではビーストドライバーも仁藤の自作物となっており、ファントムの魔力を喰らう必要も無い。マヨネーズ好きな点は変わらないが、魔法の国ではマヨネーズが川を泳いでいるため、夜釣りを日課としている。
『仮面ライダー×仮面ライダー 鎧武&ウィザード 天下分け目の戦国MOVIE大合戦』
再度キマイラを捕獲することに成功している。当初はキマイラを研究するために捕獲したとされており、魔法使いの力を使用することはなかった。しかし『仮面ライダーウィザード 約束の場所』でのオーガの出現や、白い魔法使いに変身したコヨミと戦うことができずにいる晴人を見て再びキマイラと契約する。
『仮面ライダー鎧武 戦極バトルロワイヤル!』では、ウィザードやアーマードライダーたちと共に武神鎧武に立ち向かった。
ビーストキマイラ
ビーストドライバー内部に封印されている巨大な合成魔獣型のファントム。一人称は「我」。体にライオン、ハヤブサ、カメレオン、イルカ、バッファローの意匠が見られる。
自身は単に「キマイラ」と名乗り、自らと一体となった仁藤に魔法を与える代わりに、ファントムの魔力を提供させている。仁藤の人柄を気にいっており「どこまでも面白い奴」と評している。他のファントムのように、新たなファントムを生み出すようなことはしない風変わりな存在である。
白い魔法使いとの決戦時に仁藤の手で現実世界に解放され、サバトの魔力を魔法陣ごと全て食らい尽くした。直後、仁藤を下僕から解放し、どこかへと飛び去った。
『鎧武&ウィザード』では仁藤に再度発見・捕獲されており、白い魔法使いに変身したコヨミを倒すため仁藤に力を貸した。魔力の代わりにヘルヘイムの果実を気に入ったと仁藤が語っていた。

### 魔法使いの協力者たち
コヨミ
本作品のヒロイン。晴人が白い魔法使いから託された少女。白い魔法使いの弁では、晴人同様サバトに巻き込まれ、ファントムを生み出すがその後も肉体が残ったとされていたが、ソラによればファントムを生み出して身体が残ることはあり得ないらしく、ミサやソラからは「魔力で動く人形」「お人形さん」と呼ばれている。その正体は不治の病で亡くなった笛木の娘、笛木 暦（）。体に生死を逆転させる究極の魔宝石「賢者の石」が内包されており、その力で生きている。しかし、笛木暦であるのは身体だけであり、別の心を宿しており、人格や意識は新たに誕生した全くの別人である。無愛想であり、当初は晴人にしか笑顔を見せることはなかったが、徐々に感情を豊かに表現するようになっていく。
現在は晴人から右手のプリーズウィザードリングを通じて魔力の供給を受けて擬似的に生きており、魔力が尽きると死体に戻る。血が通っていないためか体温は低く、魔力で生きているためか食事を摂る必要もない。なお、中盤のころになると魔力切れが早くなり、以前より頻繁に魔力の供給を受けなければならなくなっていく。そして肉体維持の限界が近づき、身体の一部がひび割れる現象が起き始める。
以前は自分を「化け物」と悲観したが、「前に進むには今を受け入れるしかない」と晴人に諭され、以降は彼を支援する。晴人に絶対の信頼を寄せており、何事に対しても彼の味方であり続けている。そのため、手を煩わせるような行動をしたり罵声を浴びせるゲートには、嫌悪感を露わにすることも少なくない。
凛子・瞬平に対しては自分と晴人の間に割り込むのを快く思わなかったが、凛子も瞬平も自分と同じ「晴人から希望をもらった」者同士だと聞き、徐々に受け入れていく。輪島曰く「一人で滅多に外には出ないので、定期的に晴人が付き添いで外に連れ出している」とのこと。
人間に擬態したファントムを見抜く・魔法道具である水晶玉を通じてファントムの出現を察知したりウィザードの戦闘の様子をリアルタイムで映しだす・魔宝石から指輪の力を感じ取るなどの能力を持つ。
また、コヨミ自身は記憶が無いもののゲートである小説家・西園寺に幼いころに会っており、別れ際に母から貰ったお守りであるおもちゃの指輪を落としていて、それを持ち主に返すことが西園寺の希望となっていた。
賢者の石を狙うソラによって連れ去られそうになるも、突如現れた白い魔法使いに助けられ、安全確保のため魔法で作られた空間に連れ去られて一時幽閉されるが、魔力の消耗が激しいことから気を失っている間に笛木の自宅に移動。目覚めた後その家の中で笛木の日記を盗み見てしまい、自分が笛木の娘であることと不治の病で死したことを知ってしまう。その事実にショックを隠しきれず涙するが、一度死んだ自身が多くの犠牲を出した上で蘇ることを拒み、笛木の行動を非難する。そこに現れたグレムリンを消滅させようとする笛木の目を盗んで屋敷を抜け出し、限界の近い身体でふらつきながらも壊れたブランコのある湖までたどり着く。そこで探しにきた晴人と再会するが、プリーズウィザードリングによる晴人からの魔力譲渡を拒絶。消えるのが怖いと吐露するものの、「全てを終わらせるにはこうするしかない」と嘆く。そして笛木のカバンから持ち出したインフィニティーウィザードリングを渡し、賢者の石を誰にも渡さないで欲しいと涙ながらに懇願した。しかし自分を連れ戻しにきた笛木と晴人の一騎討ちの直後、再び笛木を襲ったグレムリンにハーメルケインで斬りつけられ、賢者の石を奪われたことで身体が完全に限界を迎えてしまう。
だが既に自分の辿るべき運命を受け止めていたため、なおもどうにかして自分を救おうと必死にすがる晴人を「一度死んだ命は取り戻してはいけない」と諭す。そして、自分が幸せだったことを伝え、賢者の石のことを晴人に託して彼の腕の中で消滅した。
『仮面ライダー×仮面ライダー 鎧武&ウィザード 天下分け目の戦国MOVIE大合戦』
『仮面ライダーウィザード 約束の場所』のみ登場。オーガに、ホープウィザードリングに込められた晴人の未練から形作られて父親と同じ白い魔法使いとして復活させられてしまう。街を破壊し尽くそうと強力な魔法を操り、晴人たちを苦戦させる。

奈良 瞬平（）
幼少期に読んだ絵本『森の魔法使い』の影響で、魔法使いになることを夢見る青年。
ファントム・ヘルハウンドに狙われていたゲートであり、自分を救ってくれた晴人に弟子入りして「魔法使いの助手」として、ゲートの保護など彼の手助けをするようになる。晴人からも一定の信頼を得ており、後に晴人一人では手が回らない作業を分業されるようになった。
おばあちゃん子であり、自身の祖母は中学生の時に亡くなっていたため、仁藤の祖母・敏江に懐き、確執があった2人の仲を修復させようと奮闘もした。
おっちょこちょいで無駄に騒がしく、よく転んだり物を壊したりと意欲が空回りして失敗も多いトラブルメーカーだが、明るく元気なムードメーカーでもある。正義感が強く、ファントムに狙われたゲート、あるいはゲートの希望になっている者のボディガード役になることが多い。
また、晴人がコヨミを救いたいあまり、笛木をおびき寄せるためにゲートをわざと絶望させようとした際には、身を挺してそれを阻止して晴人と仁藤を叱責しており、晴人を止められる数少ない1人になっている。
グレムリンとの戦いの後は、晴人が戻ってくるまで、輪島に弟子入りして指輪作りをすることを決める。
『劇場版 仮面ライダーウィザード in Magic Land』
魔法の国の住人となっている。晴人との面識は失われているが、性格は元と変わらず、窮地に追い込まれた晴人・コヨミを信じて助けた。また、テレビシリーズでのおっちょこちょいな瞬平とは違い、柔軟な思考を持ち合わせた頼もしいしっかり者で、魔法の国に迷い込みそこの常識を知らない2人を手助けしている。
『仮面ライダー×仮面ライダー 鎧武&ウィザード 天下分け目の戦極MOVIE大合戦』
『仮面ライダーウィザード 約束の場所』のみ登場。彼が初めて作った「チチンプイプイウィザードリング」が『約束の場所』において重大な鍵となる。
小説『S.I.C. HERO SAGA KAMEN RIDER WIZARD EDITION -魔法使いの弟子-』
鴻上の依頼を受けて指輪製作に乗り出し、虹の意匠を持つ指輪を作り上げたが、直後に仮面ライダーウィザードの襲撃を受ける。バースドライバーの回線で通話をかけた鴻上からウィザードライバーを用いて指輪を行使するよう促され、20年後の未来へと跳ぶ。

大門 凛子（）
警視庁鳥井坂署の新米女性刑事。田舎の駐在をしていた父への憧れから警官になる道を選んだ。
「人を守るのが警察の務め」という信念を持ち、管轄上ファントムの事件に関われないことに不満を抱く。ファントム・ミノタウロスに狙われていたゲートであり、自分を救ってくれた晴人を慕い、面影堂に出入りするようになる。自ら率先して物事に首を突っ込んでいく癖もあり、それを晴人に不安視されている。しかし、普段は面影堂に集まる面々の中でも年上ということもあり、暴走しがちな瞬平や仁藤を引き止めるストッパー的な役割も担っている。晴人や真由が苦悩していたり動揺している時にはそっと背中を押すような言葉をかける場面も多い。しかし、女性にしてはガサツな一面があり汚れた自分のパンツを脇にあった晴人の上着で拭いたりしており、その性格ゆえか浮ついた色恋沙汰は見聞きしない。
ファントムの関わる事件を本来の職務より優先して捜査することを署長や木崎に察せられているが、木崎の指示で大目に見られている。
コヨミとは、当初彼女から拒絶されていたこともありぎこちなかったが、根気強く接し続け、少しずつ仲を深めていく。彼女の最期を知った際には、あんまりだと涙を見せた。
ある日、偶然ユウゴと遭遇。単独で彼の身元を調査し、ファントムであることを知るも、「やりたいことをやれない」と言う彼を自身と重ね合わせ、フェニックスとは知らずに心を通わせようとする。その結果フェニックスの暴走を招き、瀕死の重傷を負わされ、ウィザードを呼び寄せるための餌として捕らわれてしまう。しかし晴人に救出され、この一件から「魔法使いじゃなくても、人々をファントムから守る」という決意をより固めた。
後に、行方不明となった木崎の根回しにより国安0課へと配属（出向扱い）となった。グレムリンとの戦いの後は、すべてのファントムが殲滅されたのか確認するため、活動を続けている。
『劇場版 仮面ライダーウィザード in Magic Land』
魔法の国の住人となっている。瞬平同様、晴人との面識は失われているが、性格は元と変わらず、窮地に追い込まれた晴人・コヨミを信じて助けた。
『仮面ライダー×仮面ライダー 鎧武&ウィザード 天下分け目の戦国MOVIE大合戦』
『仮面ライダーウィザード 約束の場所』のみ登場。
小説『S.I.C. HERO SAGA KAMEN RIDER WIZARD EDITION -魔法使いの弟子-』
ウィザードが暴れている報を受けて現場に赴き、殺されかけた瞬平を助ける。後に「時間外労働」を理由にバースの変身を解除した里中エリカにバースドライバーを押し付けられ、仮面ライダーバースに変身してウィザードに立ち向かう。

輪島 繁（）
骨董品屋・面影堂の店主。
半年前の「儀式」から生還した晴人とコヨミを匿い、店に居候させている。
様々な魔力を有する魔宝石を読んで加工して、魔法使いが魔法を行使する時に使用する指輪（ウィザードリング）を製作することが可能な作中唯一の人物。だが、当の本人は指輪の効果が確認できないので、晴人たちに出会うまでウィザードリングを作っている自覚はなかったものの、1年ほど前に笛木から後に晴人が使う各ウィザードリングの加工を依頼されており、自身が作った指輪で悲劇を生んでしまった罪悪感から晴人たちに協力する。本人曰く「魔宝石の声に耳を傾けて指輪を作っているだけであり、その効果は使ってみなければわからない」とのこと。苦悩する晴人を叱責し慰めたり、コヨミが笛木に連れて行かれた際には「本当の父親のそばにいた方がいい」と呟くなど、突然現れた二人を実の子供のように可愛がっており、彼らの行く末を常に案じていた。
特別編の世界では他のメンバーとは違い、彼だけは普段と変わりがなかった。
『劇場版 仮面ライダーウィザード in Magic Land』
魔法の国の住人となっている。魔法の国での「面影堂」はウィザードリングの販売店となっており、その店主を務めている。
『仮面ライダー×仮面ライダー 鎧武&ウィザード 天下分け目の戦国MOVIE大合戦』
『仮面ライダーウィザード 約束の場所』のみ登場。
小説『S.I.C. HERO SAGA KAMEN RIDER WIZARD EDITION -魔法使いの弟子-』
瞬平が未来に跳んで姿を消して以後、不在の彼の代わりに鴻上ファウンデーションが依頼した3枚のメダルを製造したが、オオカミウオと間違えて「オオカミ」のメダルを作ってしまい、鴻上からもその欲望の無さを酷評されていた。

#### 笛木とその一派
笛木 奏（） / 白い魔法使い
魔法使いおよびファントムの双方を操り、双方勢力の戦いを演出する謎の人物。
茶色いコートを着用し、ステッキを携えた壮年男性。コヨミの実父でもあり、サバトを耐え抜いた晴人の資質を認め、ウィザードライバーとウィザードリング、そして人形となったコヨミを預けた張本人。なお木崎の調査から、表の姿「笛木奏」としては多方面に精通した有名な物理学者であり、医学・科学・物理学の知識を以て科学と魔法の融合に成功、その技術を手中に収めた天才。
魔法使いに対してはリングとドライバーで変身した白い魔法使いとして現れ、ファントムによる絶望に打ち勝った人物を魔法使いとして導きつつ、魔宝石やリングなどの供給によって支援を行う。一方でファントムに対しては彼らを統率するワイズマンを名乗り、ミサたち幹部級ファントムを介してゲートを絶望させる指揮を行っている。双方の前に直接姿を現すことは少なく、普段は結界でカモフラージュした洞窟の最深部に構えたアジトに身を隠し、カーテンで隠された石室のベッドに佇んでおり、双方の状況を鑑みて白い魔法使いもしくはワイズマンそれぞれへと変身した上で出動している。
妻・京子を早くに喪い、最後の希望となった娘・暦も不治の病により死亡したことで絶望の淵に立たされ、彼女を生き返らせようと日蝕の日にゲートを集めサバトを開くも、魔力が足りずコヨミは定期的に魔力の供給を受けないと生きていけない不完全な存在として生き返ったため、その後はコヨミの中の賢者の石を魔力供給で維持するため晴人を魔法使いに仕立てコヨミを預けると共に、魔法使いを増やすためファントムの統制者として君臨、表向きはファントムを増やすためとしてゲートを絶望させ、それに耐え魔法使いになる資格を得る人物を選別していた。その最終目的は所詮人形に過ぎないコヨミを本当に蘇らせることである。そのために魔法使いを自分以外に4人確保し、彼らを人柱として再びサバトを開くことを至上課題としている。コヨミを晴人に預けた本当の理由も、サバトを再び開くための魔力を温存するためであった。後にコヨミの身体が限界に近づいていることを知り、彼女の身柄を保護。そして山本昌宏を最後に4人の資格者が揃い、ゲート探索の必要がなくなったことでファントムに見切りをつけた。
目的のためには他者の意思や希望は鑑みず、資格を得ながらも魔法使いになることを拒否した飯島譲や山本については、阻止しようとしたビーストたちを一蹴して強引に身柄を確保、精神支配を施し自らに従う奴隷へと仕立てるなど、コヨミを取り戻すためにはどのような犠牲も厭わない冷酷な一面を見せている。また、自分に非協力的な姿勢を示す晴人や輪島に対しては半ば脅しをかけて従わせようとし、自分の素性に辿りついた木崎を襲撃して重傷を負わせるなど、容赦のない行動も多く取った。こういった行動に対する罪の意識は皆無に等しく、あまりにも身勝手な動機で多くの人間を絶望に追い込んだことを晴人から非難されても、彼らが味わった絶望など自分が味わったものに比べたら小さなものにすぎないと反論した。再度開いたサバトが失敗に終わり、その後のウィザードとの一騎討ちで相打ちとなってもなお生前の暦とかわした「自分が必ず救う」という約束を守ろうとするが、グレムリンに奪われたハーメルケインで斬りつけられたことでドライバーを破壊される。最期はコヨミを想いつつ、彼女の眼前で消滅した。
『仮面ライダーゴースト 伝説！ ライダーの魂！』
フレイに呼び出され、白い魔法使いの姿でゴーストたちと対峙した。命の大切さを説くゴーストに「大切な命は一つだけ」と返しており、自分たちを試しているんだろうというゴーストの問いには返答していない。ウィザード魂となったゴーストに敗れ、「あの男と同じ、最後の希望か」と言い残し爆散した。

稲森 真由（） / 仮面ライダーメイジ
メデューサのゲートだった稲森美紗の妹で、涼泉学園高等学校の生徒。
双子のため、当初は晴人・瞬平・仁藤の3人にはミサと勘違いされていた。髪型はポニーテールだったが、後に髪を下ろしたためミサとまさに瓜二つとなった。
海外留学をしていた時期に、姉の美紗とともに両親までもが失踪しているため、寮生活をしながら高校に通っている。後に両親はメデューサに殺されたことが判明する。
当初は美紗がメデューサを生みだし死亡したのを知らず、ミサがメデューサに変貌するのを見た際には美紗自身が怪物となったと思い込むも、晴人の説明を受けて真実を知り、それでもミサの中に美紗の心がまだ残っているのではないかと考え、ミサのもとに向かうが、実は彼女自身もゲートの一人であり、ミサに狙われているとは知らず、ミサによって家族が皆死んだことを知らされ、絶望させられる。しかし生前の姉の言葉と、自らの強い意志によって晴人と同様ファントムを生み出すことを回避し、そのことで白い魔法使いに認められ、魔法使いになるために彼と共に去って行った。
後に第40話にて晴人の行く手を阻むメデューサの前に立ちはだかり、晴人の眼前で仮面ライダーメイジへと変身する。白い魔法使いの目的である魔法使いの増員を図っているが、相手の意志を汲んで身を引いたりと良識的な判断能力を持つ。また、目の前でコヨミが魔力切れになった際には、コヨミの持つプリーズウィザードリングを介して晴人の代わりにコヨミに魔力を供給したこともある。
魔法使いになった動機は因縁の宿敵であるメデューサを倒すためであり、二度の戦いで決着をつけられなかったことに対し、さらなる力を得ることを望み、白い魔法使いからその方法を教えられるが、その条件は晴人の持つインフィニティーウィザードリングを奪うことであった。その後、メデューサを倒すことに同感した晴人からインフィニティーウィザードリングを託され、それと引き換えにホーリーウィザードリングを渡された。メデューサとの決戦後は笛木の正体を知り魔法使いとして戦うことに迷いを抱き始めるが、メイジに変身した譲に拘束され拉致された。サバトの人柱から解放された後は、魔法使いをやめることを凛子に宣言するが、彼女に「魔法使いに救われた人もいることを忘れないでほしい」ということを告げられる。そして、街で無差別に人を襲うグレムリンを見て、「誰にもらった力であれ、何のためにその力を使うかは自分が決める」と宣言し、再び戦いに臨む。グレムリンとの戦いの後は、旅立った晴人の代わりを果たすべく大門凜子と共に国安0課のサポート者になった。
内に覚醒したファントムの詳細は不明。
- 真由を演じる中山は、ミサ / メデューサとの演じ分けについて、ミサは声を低くしたりきつめの表情にしているのに対して、真由は「気が弱い」と台本に書かれていたことから、表情を変えるなど普段の自分に近い感じを意識したという。

『仮面ライダー×仮面ライダー 鎧武&ウィザード 天下分け目の戦国MOVIE大合戦』
『仮面ライダーウィザード 約束の場所』のみに登場。0課の凛子や木崎と共に人造ファントムの殲滅を行っていたが、突如現れたオーガに敗北する。

飯島 譲（） / 仮面ライダーメイジ
終盤から登場した中学生の少年で、ファントム・シルフィが狙っていたゲート。
幼少時代に姉代わりである朱里の自転車に無断で乗っていた時に交通事故に遭い、以降自転車に乗ることにコンプレックスを持っていたが、ビーストの自転車を使った戦闘を目の当たりにしてからは仁藤に自転車の特訓を依頼し、彼を「攻介兄ちゃん」と呼び親しくなる。
シルフィの能力で朱里が重傷を負い、絶望しかけるも強い精神力で持ちこたえたことで「3人目」の魔法使いの素質に目覚める。その数奇な運命に動揺しながらも、自身の道を見極めるために晴人たちの戦う勇姿を観戦し、結果的に魔法使いになることを棄権する道を選択するが、仁藤が彼の中に潜むファントムを排除しようとしたところ、譲を魔法使いにしようと企む白い魔法使いの襲撃に逢い拉致される。その後は笛木に従う魔法使いとして精神支配されビーストを攻撃し真由を拉致する。サバトの人柱から解放された後は正気に戻り、仁藤がもう魔法使いになれないのなら自分が魔法使いとして戦うと宣言するが、仁藤に今自分がやるべきことは何なのかよく考えるよう諭される。しかし、街で無差別に人を襲うグレムリンを見て、「攻介兄ちゃんに無理をさせないため、勝手に人を救う」と宣言し、戦いに駆けつける。グレムリンとの戦いの後は中学生ということもあり、土日限定でビーストキマイラの探索に赴くようになる。また、仁藤の影響からか、自分専用のマヨネーズを必ず持参している。
真由と同じく、コヨミにプリーズウィザードリングを介して魔力を供給したこともある。彼のアンダーワールドにいるファントムの詳細は不明。
『仮面ライダー×仮面ライダー 鎧武&ウィザード 天下分け目の戦国MOVIE大合戦』
『仮面ライダーウィザード 約束の場所』のみ登場。0課の凛子や木崎と共に人造ファントムの殲滅を行っていたが、突如現れたオーガに敗北する。

山本 昌宏（） / 仮面ライダーメイジ
終盤から登場した青年で、妊娠している妻・亜矢を持ち、もうすぐ父親になろうとしていたが、最後のゲートとしてメデューサに目をつけられる。
当初は、自身がファントム・アラクネに狙われる身となっていたが、妊娠した亜矢の写真を見られてしまったことで、亜矢と生まれてくる予定の娘が新たに命を狙われる羽目になってしまい、メデューサの攻撃によって2人が死んでしまったと思い込み、絶望しかける。
しかし、ウィザードに変身した晴人によって亜矢の命が救われたことと凛子や瞬平の説得を受けたため、家族を守るという使命感から絶望を乗り越えることに成功し、「4人目」の魔法使いとしての素質に目覚めることになる。その後、笛木の魔法使いになれという要求を断っているが、譲と同様に強引に連れ去られてしまう。その後、笛木に精神支配された状態で晴人の前に立ちはだかり、彼を破って捕らえる。サバトの人柱から解放された後は正気に戻り、魔法使いの力のせいで厄介なことに巻き込まれたと憤慨し、これ以上は魔法使いに関わらないと宣言して去っていく。しかし、街で無差別に人を襲うグレムリンを見て、「自分の後ろに家族がいるから、守りたい」という思いを抱き、戦いに赴く。グレムリンとの戦いの後は、無事に生まれた娘とともに幸せな家庭を築いている。
なお、彼もまたアンダーワールドの中にいるファントムの詳細は不明である。
『仮面ライダー×仮面ライダー 鎧武&ウィザード 天下分け目の戦国MOVIE大合戦』
『仮面ライダーウィザード 約束の場所』のみ登場。0課の凛子や木崎と共に人造ファントムの殲滅を行っていたが、突如現れたオーガに敗北する。

### その他
店長
移動ドーナツショップ「はんぐり〜」の店長。
ピンクのエプロンに奇抜なヘアスタイル、オネエ言葉が特徴。常連の晴人を「ハルくん」と呼んでいる。新作ドーナツ作りにも熱心で、晴人には来店する度に期間限定商品である「本日のおすすめスペシャルドーナツ（本日のおスペ）」を勧めているが、いつもプレーンシュガーしか注文してくれないのが悩みの種。
グレムリンが無差別に人を襲った際に店を壊されてしまうが、後に仮設店舗で仮営業している。
特別編の世界では店員と夫婦になり年老いた姿になっていた。
- 店長を演じるKABA.ちゃんは、劇中で披露したスタイルの髪型は、その回の放送が終わるまで、そのスタイルの髪型はバラエティーなどではしなかったという。

『仮面ライダー×仮面ライダー ウィザード&フォーゼ MOVIE大戦アルティメイタム』
実はアクマイザーによって無理矢理作らされた「ゲート」であったこと、本名が上村 優（）であることが明らかにされており、同作品での事件以降のテレビシリーズなどでは目の前で変身した晴人を応援する場面もあるなど、晴人が魔法使いであることを知っているとうかがわせる描写も見られた。
『仮面ライダー×仮面ライダー 鎧武&ウィザード 天下分け目の戦国MOVIE大合戦』
『仮面ライダーウィザード 約束の場所』に登場。

店員
移動ドーナツショップ「はんぐり〜」の店員。設定上の正式な名前は不明だが、瞬平からは「リョウさん」と呼ばれた。
晴人たちの話を聞いて暴走しがちな店長を牽制したり、逆に巻き込まれたりすることが多い。店長と共に晴人に新作ドーナツを勧めるが、肝心の晴人がプレーンシュガー以外は目もくれないため、毎回失敗している。
劇中では店長と彼以外の店員の存在は確認されていない。

木崎 政範（）
警視庁国家安全局0課所属の刑事。階級は警視。きちんと整った髪・眼鏡が特徴。一人称は「私」または「俺」。
普段は冷徹でクールだが、「普通の人間は関わるな」と告げた晴人に掴みかかり、「ファントムに対抗できるのが自分だけだと思うな」と反発するなど、情熱的な面も時折見せる。
ウィザードやファントムが関わった事件を捜査しており、情報操作により両者の存在が一般に知られないようにしている。
半年前に謎の大量失踪事件を先輩である片山義男と共に捜査していたが、捜査の過程で片山の息子・直己がゲートであることを知り、彼を助けようとして片山がファントムに殺害されたため、自分たちの無力さを痛感している。それゆえ、警察も魔法の力を一刻も早く手にするべきと考えて輪島を0課に軟禁し、失踪事件の手がかりとして片山が手に入れた緑の魔宝石を指輪に加工するように強要した。
直己には「父を見殺しにした」と誤解されていたが、実際は真実を知った直己が自責の念から絶望しないよう、我が身を捨ててでも片山との約束のために直己を守ろうとしていた。
晴人＝ウィザードをファントム同様の「化け物」と見下していたが、輪島から「指輪を使えるのは魔法使いだけ」と聞いたこと・大切な人を守りたい気持ちはお互い一緒と知ったことなどから考えを改め、面影堂に緑の魔宝石を託した。それ以降は高圧的な態度こそ変わらないものの、晴人に情報提供をしたり、戦いに苦悩する晴人に活を入れるなど、協力的な姿勢を見せている。
第41話ラストにて、凛子たちが完成させた笛木のモンタージュ写真から笛木のことを調査して彼の素性を知ることになるが、直後、何者かに襲撃された形跡を残したまま行方不明となった。その後仁藤たちに発見され、命に別状はないものの意識不明の状態となっていたが、後に意識を取り戻し晴人に笛木の素性と家の場所を伝えた。
『仮面ライダー×仮面ライダー 鎧武&ウィザード 天下分け目の戦国MOVIE大合戦』
『仮面ライダーウィザード 約束の場所』に登場。

署長
鳥井坂署の署長。事なかれ主義。短気な性格で、晴人に協力する凛子に対しては何かと嫌味を言うが、木崎には頭が上がらない。
第51話で自身も国安0課に加入を申し出たが、木崎に断られた。

### 魔宝石の中の世界
魔宝石の中の世界に召喚された仮面ライダーについては、下記およびリンク先を参照。
クウガからフォーゼまでの13人はレジェンドライダーリングによって召喚されたが、ウィザードとビースト、鎧武の3人はレジェンドライダーリングとは無関係に石の中からの声に呼ばれて召喚された。なお、ビーストは「キマイラの力を失う前の時間」から召喚されている。
- 仮面ライダークウガ
  - マイティフォーム
  - ライジングアルティメット
  - クウガゴウラム
- 仮面ライダーアギト
  - グランドフォーム
  - シャイニングフォーム
  - アギトトルネイダー
- 仮面ライダー龍騎
  - 龍騎サバイブ
- 仮面ライダーファイズ
  - アクセルフォーム
  - ブラスターフォーム
- 仮面ライダーブレイド
  - ジャックフォーム
  - キングフォーム

- 仮面ライダー響鬼
  - 響鬼紅
  - 装甲響鬼
- 仮面ライダーカブト
  - ライダーフォーム
  - ハイパーフォーム
- 仮面ライダー電王
  - ソードフォーム
  - ライナーフォーム[注釈 20]
- 仮面ライダーキバ
  - キバフォーム
  - エンペラーフォーム
- 門矢士 / 仮面ライダーディケイド
  - 最強コンプリートフォーム[注釈 21]

- 仮面ライダーW
  - サイクロンジョーカー
  - ヒートメタル
  - ルナトリガー
  - サイクロンジョーカーエクストリーム
- 仮面ライダーオーズ
  - タトバコンボ
  - プトティラコンボ
  - スーパータトバコンボ
- 仮面ライダーフォーゼ
  - ベースステイツ
  - エレキステイツ
  - ロケットステイツ
  - コズミックステイツ
- 葛葉紘汰 / 仮面ライダー鎧武
  - オレンジアームズ

少年と少女
アマダムからライダーリングを盗み出した少年と少女。
少年の方は魔法使いと同様のドライバーを腰にし、ライダーリングをベルトにかざすことでそのライダーを召喚可能。助けを救う想いから無自覚にウィザードとビースト、鎧武の3人をも引き寄せる。魔宝石の内部の住人ゆえ、いずれは怪人に変異してしまう宿命を持ち、その運命から逃れるために現実世界への脱出を望んでいた。後にその目的がアマダムに利用されていたこと、そして仮面ライダーが怪人になった自分たちを殺める存在だと知らされて愕然とする。
しかし少年はアマダムとの最終決戦でウィザードの訴える「悪から生まれた存在でも仮面ライダーは人々の希望」という言葉に諭されると、ライダーリングに「自分が外に出ること」よりも「希望を求めること」を選び、鎧武を召喚してアマダムへの勝利に貢献した。
晴人たちの勇姿から、同じ力を持った存在でも怪人ではなく仮面ライダーになる道もあることを知り、戦いの後、少年は晴人からインフィニティーウィザードリングを受け取る。
正体は、魔宝石の中の世界における「晴人（）」と「コヨミ」。
アマダム
魔宝石の中の世界の主だという怪人物。仮面ライダークウガの体内にある霊石と同じ名前を持つ。登場する際には過去のライダーたちに敵対した人物たちの衣装に変化している。
かつて魔宝石の中に封じられた魔法使いで、コネクトやサンダー、テレポートといった魔法をも使える。ライダーリングからその力を手に入れつつ、外の世界に出ようとする少年と少女を利用して自らも外の世界に脱出し、自身を封印した者たちに復讐しようとしていた。
「ライダーは悪の存在があるからこそそこから生まれることができた」という一種の「性悪説」を主張し、その力の源であるクロス・オブ・ファイアを持っていると自負する。

アマダム怪人態
全ての怪人たちがライダーたちに倒されたことで、自ら変身した姿。フォーゼのアストロスイッチを始め、スイッチ、メダル、カードなどの、ライダーたちの持つ力を吸収する。両手から衝撃波や光弾を放ったり、フォーゼから奪ったアストロスイッチの力でマジックハンドモジュールをも使用する。さらには「ライダーキック」に似た跳び蹴りをも放つ。
ウィザードの魔力をも奪い圧倒したが、再び呼び出された鎧武によって形勢逆転。力を奪い返されてしまい、（鎧武を除く）各ライダーの最強形態による連続キック、ウィザードと鎧武によるダブルライダースラッシュを受けて敗れ去った。
- PlayStation 3・PlayStation Vita用ゲーム『スーパーヒーロージェネレーション』では山本圭一郎が声を担当。
- デザインイメージは、指輪を模した金属製の装甲を纏ったもの。宝石は監督の要望で追加されたもの。生身の部分は金属との対比で、有機的な要素で描いている。

## 仮面ライダー
本作品におけるヒーローキャラクター仮面ライダーとは、人間の絶望から生まれる怪物ファントムと戦う魔法使いである。彼ら自身も絶望の淵に立った経験を持ちながらも、強い意志でファントムを精神の内側に封じ、その力をウィザードリングと呼ばれる指輪によって引き出して、魔法を行使する。

### コンセプト
前作『仮面ライダーフォーゼ』がメカニカルなキャラクターであったので、東映のプロデューサー・宇都宮孝明が「次は魔法使いにしましょう」と提唱した。ただし「ハリー・ポッターシリーズ」のようなファンタジーではなく、「都会に生きる魔法使い」がイメージされていた。そのためスタッフは街中で魔法を使うとどうなるか考察し、資料として『パーシー・ジャクソンとオリンポスの神々』などの映画を視聴したこともあった。
プレックスの小林大祐は、妻の実家の宝石屋で生活していた体験から、作品のキーアイテムを指輪にすることを提案した。指輪玩具は女児向けという印象が強かったため、この発想には方々から懸念の声が上がったが、小林は「まだ世の中に男の子用の指輪玩具がないだけで、これは世界で初めての男の子が付けてもおかしくない指輪玩具なんです」と説得に回った。
指輪をキーアイテムとすることは決まったが、リング部分にはシルバーかゴールドくらいしか色が使えないので、それぞれの指輪の特徴を出すため宝石部分の形状について検討が重ねられた。アルファベットをモチーフとする案もあったが、順番通りに並ぶ物では前作『フォーゼ』のキーアイテム「アストロスイッチ」と印象がかぶってしまうため、仮面ライダーそのものの顔をモチーフとする方向性となった。そのためライダーのデザインは指輪と同時進行で、顔を宝石やリングで構成するように早くから決まっていた。ただし「赤がルビー」「青はサファイア」のように宝石の種類を前面に出すと女児向け玩具らしくなってしまうので、代わりに「フレイム」「ウォーター」などの元素を当てはめている。
指輪を装着していることから、パンチやチョップなど手首をより先を用いた攻撃は行わず、足技で対応したとしている。

### 仮面ライダーウィザード
操真晴人が変身する仮面ライダー。ファントムからは「指輪の魔法使い」とも呼ばれる。
日蝕のときに行われた魔法の儀式サバトに巻き込まれた「ゲート」と呼ばれる魔力の高い人たちは、次々と命を落としては精神世界アンダーワールドからファントムを生み出していった。晴人もゲートのひとりだったが、強い意志でファントムのウィザードラゴンを自身のアンダーワールド内に抑えこむことに成功し、一命を取り留めた。そこを白い魔法使いに見出され、ウィザードライバーを与えられて変身能力を得たのである。

#### 基本スタイル
操真晴人が変身ベルト「ウィザードライバー」のバックルにある手形ハンドオーサーを左向きに変え、左手にはめた変身用ウィザードリングをかざし、さらに左手を任意の方向にかざすことで、その方向に魔法陣が出現する。この魔法陣の外輪部には英語の大文字で「魔なる力が宿りし石より出て、現世に大いなる力を顕さん」と書かれており、同様に内輪部には小文字で「指輪に秘めし竜の力を解放せよ」と記されている。魔法陣が晴人の体に重なり、通過することで仮面ライダーウィザードへの変身が完了する。
- プロデューサーの宇都宮孝明は本作品の制作にあたって「回るアクション」を念頭においており、その動きを強調するために「コートを着せてくれ」とデザイナーに要求した[37]。そのため、ウィザードはひざ下まである長いウィザードローブ[38]をまとうこととなった。また、回転アクションというコンセプトを突き詰めた結果、ロンダートからバック転してキックを放つエクストリームマーシャルアーツ（XMA）の格闘スタイルが取り入れられた[32][注釈 24]。
- ベーススーツは黒一色のシンプルなもので、直近の仮面ライダーに見られたラインやディテールは排されている[39]。また、魔法使いがまとう法衣という設定なので、意図的にシワが目立つ生地が用いられている[40]。ボディーにおけるスタイル別の変化は少なく、ほぼ胸部の配色や造形の差異に留まっている[41]。宝石指輪をモチーフとしたマスクもまたシンプルに造られており、スタイルごとに変化するのは顔の宝石のほかに両耳「ルーンイヤー」の形状のみである[36]。
- スーツアクターを務めた高岩は、前作『フォーゼ』が恰幅の良い感じで役作りをしていたが、晴人役の白石やXMAのアクションを務めた杉口秀樹が小柄で細身の体形であったことから、彼らのラインに近づけるために2、3か月で7、8キログラム体重を落としたという[出典 3]。また、XMAは杉口が担当するものの、アクションとアクションの繋がる部分を意識して自身もXMAを練習したという[34]。

スタイル
フレイムスタイル
フレイムウィザードリングを使用して変身する、火のエレメントを宿したウィザードの基本形態。変身時にウィザードライバーから聞こえる呪文の詠唱は「ヒー、ヒー、ヒーヒーヒー!」。
フェイスガード センターストーンや胸部フレイムラングストーンの色は赤。センターストーンやルーンイヤーは円形（○）をしている。
炎や熱を操る能力を備える。身体能力や魔力のバランスが取れた形態であるため、戦いの際は初めにこの姿となり、そこから戦況に応じて他のスタイルに再変身することが多い。
ウォータースタイル
ウォーターウィザードリングを使用して変身する水のエレメントを宿した派生形態。変身時の呪文の詠唱は「スイースイースイスイー!」。
フェイスガード センターストーンや胸部ウォーターラングストーンの色は青。センターストーンやルーンイヤーは菱形（◇）をしている。
水や水分を操る能力を備えるほか、通常スタイルの中で最も魔力に優れる。格闘の型は八卦掌。特に多用する魔法は、自身の体を液状化させる「リキッド」で、そのまま敵に絡み付いて関節技につなげる戦法もとる。
ハリケーンスタイル
ハリケーンウィザードリングを使用して変身する風のエレメントを宿した派生形態。変身時の呪文の詠唱は「フーフー、フーフーフーフー!」。
フェイスガード センターストーンや胸部ハリケーンラングストーンの色は緑。センターストーンやルーンイヤーは逆三角形（▽）をしている。
風や大気を操る能力を備えるほか、通常スタイルの中でもスピードやジャンプ力に優れる。そのため、ファントムが暴れている現場に駆けつける際は、この姿で現れることが多い。また、足下に風をまとって飛行することで空中戦も可能。格闘の型に古武術のモチーフはないが、縦方向の動きがあることで他のスタイルのアクションと差別化されている。なお、ウィザーソードガン・ソードモードは逆手持ちで使用する。
ランドスタイル
ランドウィザードリングを使用して変身する土のエレメントを宿した派生形態。変身時の呪文の詠唱は「ドッドッ…ドドドドン!ドン!ドッドッドン!」。
フェイスガード センターストーンや胸部グラドラングストーンの色は黄。センターストーンやルーンイヤーは四角形（□）をしている。
土や岩、大地を操る能力を備えるほか、通常スタイルの中でも肉体的なパワーと防御力に優れており、強敵相手に身を守りつつ戦う際によく用いられた。格闘の型はドッシリとした地功拳。指輪をはめているため基本的に素手では攻撃しないウィザードだが、ランドスタイルではしばしば掌打や投げ技を使う。特に多用する魔法は、巨大化して高いパワーを活かす「ビッグ」や、土と関係が深い「ドリル」である。

ツール
ウィザードライバー
ウィザードの変身ベルト。バックル部に黒い手形ハンドオーサーと呼ばれる機関を備え、変身リング使用時は左掌側、魔法リング使用時は右掌側に傾くようにバックル横のシフトレバーを操作し、リングをかざすことでその効果を発揮する。普段はハンドオーサーがバックルとして付いた通常のベルトの状態で晴人の腰に装着されており、この状態でも魔法リングは使用可能。
- 仮面ライダーの変身ベルトのギミックは年々複雑化する傾向にあったため、ウィザードライバーは「指輪をかざす以外何もしない」というコンセプトで造られた。しかし現実には読み取り機能の出力を長時間維持するのが難しかったため、レバーでハンドオーサーの左右を切り替える操作が盛り込まれた。
- 玩具のギミックは、指輪に内蔵されたチップにベルトが反応し、電池なしに指輪が発光するというものである。2年前の『仮面ライダーオーズ/OOO』のころは不可能な技術であり、その後も研究を続けたことで実現できるようになったとバンダイの西澤清人は語っている。また、ハンドオーサーの縁に施されたメッキに関しては「子供が触る部分にメッキしても剥げるだろう」という反対意見も出たが、高級感を出そうという西澤の強い意志によって採用された。なお、シルバー部分のダイヤカットは『ゴールドライタン』の超合金玩具を参考にしている。
- ベルトから発せられる音声はかなり独特なものである。西澤は『仮面ライダーフォーゼ』の「メテオドライバー」の音声を子供が口ずさんでいるのを耳にし、今回も口ずさめるような音、それも魔法使いらしく呪文にしようと考えていた。音声スタッフにスキャットマン・ジョンを引き合いに出して説明したところ、できあがったサンプルは「シャバドゥビタッチヘンシーン!」というもので、プロデューサーの宇都宮から「劇中で使いにくい」と強く反対された。しかし結局は、ウィザードがスタイリッシュなためベルトは少し面白いほうがよい、という方向性でまとまることとなった。また、魔法発動時には「ルパッチマジックタッチゴー」の呪文が発せられるが、この「ルパッチ」は西澤が突然ひらめいたもので、特に意味はないという。なお、音声の主については「企業秘密」ということで非公開になっている。

ウィザーソードガン
全スタイル共通のウィザードの専用武器。銃型のガンモードと剣型のソードモードの2形態をとる。
変身前でも使用可能だが、変身後のほうが魔力によって破壊力が強くなる。また、各スタイルの属性の力を付与することで、敵の特性に応じた効果的な攻撃が可能となる。
中央に備わった手形の魔力解放装置ハンドオーサーの親指を引いて展開し、変身リングをはめた左手でシェイクハンズ（握手）することによって必殺技を発動する。
- 制作スタッフは「1つの武器を売り続ける」というコンセプトを掲げていたが、東映が「銃と剣を使いたい」と要望したため、2モード変形の武器となった。玩具の人気は高く、当時の仮面ライダーなりきり玩具史上で販売数1位を記録している。

ガンモード
銃形態。ファントムが苦手とする銀の銃弾を発射し、弾倉にあたるバレットスプリングには魔力によって即座に弾丸が補充されるため、弾切れの心配がない。追尾性能をもつ弾丸であるため、敵の位置を確認せずに発射したとしても全弾ヒットするほどの高い命中精度を誇る。また、火薬を使用する通常の銃器と異なり、弾丸の射出も魔力で行うため、反動は極めて少ない。
第1話では変身前の操真晴人がミノタウロスに対して使用し、頑強な左角をへし折った。このことから、魔法力を付加しない状態でも高い破壊力を持つことがわかる。
ソードモード
剣形態。魔力を帯びた刀身アストラルレザーはファントムの硬い甲殻をも斬り裂き、内蔵された修復装置トリゴナルストーンによって破損しても瞬時に復元される。

必殺技
ストライクウィザード
キックストライクウィザードリングを使用し、魔力を足に集束して放つキック。破壊力は21トン。
フレイムスタイルでは炎を、ハリケーンスタイルでは竜巻をまとう。またランドスタイルでは、「ドリル」の魔法と併用することで高速回転して大地を掘りぬき、地中に逃げたノームを倒した。
ストライクエンド
キックストライクウィザードリングを使用し、ストライクフェーズに変形したウィンガーウィザードラゴンを右足に合体させ、跳び蹴りを叩き込む。
アンダーワールド内で巨大ファントムに対して用いる。
シューティングストライク
ウィザーソードガン・ガンモードから放つスタイルに応じたエレメントの弾丸で敵を撃ち抜く。
フレイムシューティング
フレイムウィザードリングを使用して発動する。火炎弾を連射し、敵を燃やし尽くす。
ウォーターシューティング
ウォーターウィザードリングを使用して発動する。水のエネルギーを凝縮し、強力な水流を放つ。
ハリケーンシューティング
ハリケーンウィザードリングを使用して発動する技だが、劇中未使用。
ランドシューティング
ランドウィザードリングを使用して発動する技だが、劇中未使用。
スラッシュストライク
刀身にスタイルに応じたエレメントをまとったウィザーソードガン・ソードモードで敵を一刀両断する。
フレイムスラッシュ
フレイムウィザードリングを使用して発動する。刀身に炎をまとい、十字型の火炎刃を放つ。
ウォータースラッシュ
ウォーターウィザードリングを使用して発動する。周囲の水分を剣先に集め、水の刃で横一文字に切る。
ハリケーンスラッシュ
ハリケーンウィザードリングを使用して発動する。刀身から竜巻を出現させて敵を空中に吹き上げ、風の刃で斬る。
ランドスラッシュ
ランドウィザードリングを使用して発動する。刀身に土の属性を付加して攻撃する。

#### 強化スタイル
新たに生成された変身リングを使用して変身する姿。現実世界でウィザードラゴンの力の一部を解放したことで、通常スタイルを上回る戦闘能力を発揮する。
基本スタイルが頭部以外はシンプルなデザインだったため、強化スタイルは派手になっている。マスクにはドラゴンの造形が盛り込まれ、竜のヒゲが仮面ライダーの触角エクスドラゴロッドを形作っている。また、額のシグナルや両耳ブリリアントイヤーに魔宝石が埋め込まれ、強化された印象を強くしている。
胸の造形は複雑化しており、ドラゴンの意匠スカルキュイラスが飾られている。両肩にはパワー制御のための封印石グランマジェスティを配置。そして全身を覆うコートは、黒から鮮やかな色へと変化している。
スタイル
フレイムドラゴン
ホワイトガルーダを介して白い魔法使いから授けられた赤い魔宝石を加工したフレイムドラゴンウィザードリングを使用して変身する、フレイムスタイルの強化形態。変身時にウィザードライバーから聞こえる呪文の詠唱は「ボー、ボー、ボーボーボー!」。
当初はフレイムドラゴンウィザードリングをかざしてもウィザードライバーが反応しなかった。しかし、フェニックスに追い詰められた操真晴人が自身のアンダーワールド内でウィザードラゴンを説き伏せたことで、変身が可能となった。
強化スタイルの中でも基本といえる形態で、分身のためドラゴタイマーを起動するのもこの姿で行う。スペシャルウィザードリングを使用すると、ウィザードラゴンの頭部ドラゴスカルが胸部に具現化する。
ウォータードラゴン
コヨミがブラックケルベロスに導かれて謎の洞窟で発見した青の魔宝石を加工したウォータードラゴンウィザードリングを使用して変身する、ウォータースタイルの強化形態。変身時の呪文の詠唱は「ジャバジャババシャーン!ザブンザブーン!」。
水だけではなく冷気をも操ることができる。スペシャルウィザードリングを使用することで、ウィザードラゴンの尻尾ドラゴテイルが腰部に具現化し、その一撃の威力は海面を割るほどである。よく使う魔法は「ブリザード」で、冷気を放って敵を凍らせたり、火を消し止めたりした。
ハリケーンドラゴン
国家安全局0課の木崎正範から託された緑の魔宝石を加工したハリケーンドラゴンウィザードリングを使用して変身する、ハリケーンスタイルの強化形態。変身時の呪文の詠唱は「ビュービュー!ビュービュービュビュー!!」。
風や大気だけではなく、雷を操る能力を備える。また、飛行能力も強化されており、スペシャルウィザードリングを使用することでウィザードラゴンの翼ドラゴウィングが背中に具現化する。戦闘でよく使う魔法は「サンダー」で、強力な稲妻を放ってグールの群れを一掃していた。
ランドドラゴン
コヨミがグレムリンの人間態・ソラから渡された黄色の魔宝石を加工したランドドラゴンウィザードリングを使用して変身する、ランドスタイルの強化形態。変身時の呪文の詠唱は「ダンデンドンズドゴーン、ダンデンドゴーン!」。
ランドスタイルと同様に土や大地のパワーを操る能力を備える。スペシャルウィザードリングを使用することで、両腕にウィザードラゴンの爪ドラゴヘルクローが具現化し、その攻撃はあらゆる物を引き裂く。よく使う魔法は重力を操る「グラビティ」で、ヒドラを地面に押さえつけたり、フェニックスを宙に浮かせたりした。
オールドラゴン
フレイムドラゴンを主体として体に魔力を融合させ、各強化スタイルの力を結集させた超強化形態。ドラゴタイマーにより分身を呼び出す「ドラゴンフォーメーション」を行ってから、ドラゴタイマーをウィザードライバーにかざすことで、3体の分身がドラゴンとなってフレイムドラゴンに重なり、変身が完了する。
ウィザードラゴンの力を限界まで引き出したことにより、各強化スタイルが「スペシャル」の魔法で発動する能力を恒常的に使用できる。鋭い刃と化す翼オールドラゴウィングによる高い空中飛翔能力、強靭な尾オールドラゴテイルによる叩き付け攻撃、両手の爪オールドラゴヘルクローによる切り裂き攻撃、胸のオールドラゴスカルから放つ火炎放射といった豊富な攻撃手段を持つ。
この姿を見た白い魔法使いは「これで1人目が完成」とつぶやいていた。オールドラゴンは、笛木が想定していた仮面ライダーウィザードの完成形であったと考えられる。
- 撮影用スーツは、フレイムドラゴンにドラゴスカルとドラゴヘルクローのプロップを装着して造られる。オールドラゴウィングとオールドラゴテイルはCGを重ねることで表現している。

ツール
ドラゴタイマー
右腕に装着する、晴人の魔力が具現化した魔道具。第21話でベルゼバブに敗北した晴人が、白い魔法使いの作り出した異空間の中で、生身のままウィザードラゴンに立ち向かうという過酷な試練を乗り越えたことで生み出された。
回転盤ドラゴダイアルを回してから起動スイッチ サムズエンカウンターを押すことで装置が作動。ドラゴダイアルが紋章盤エレメンタルサインの上を回り始め、ダイアルの針が各エレメントの色に達したところでサムズエンカウンターを押すと、晴人の魔力と4つのドラゴンの指輪が同調し、魔力結晶プリズムドラゴライトによって投影された光が針の位置に応じたエレメントの分身体へと変化する。分身体はそれぞれ同じ意識を有しており、4体同時に行動することができる。
さらに回転するドラゴダイアルが停止すると「ファイナルタイム!」と発せられ、その状態でウィザードライバーにかざすことで分身を魔力に還元し、「オールドラゴンプリーズ!!」の呪文詠唱とともにオールドラゴンへの変身が可能となる。
- 『仮面ライダーフォーゼ』の「ロケットスイッチS-1」と同様に、アイテム自体から音声が出る追加パーツとして考案された。『劇場版 仮面ライダーオーズ WONDERFUL 将軍と21のコアメダル』での、オーズ全コンボそろい踏みをテレビシリーズで再現するため、分身を呼び出すタイマーとなった。

必殺技
基本スタイルと同様にキック技ストライクウィザードや射撃技シューティングストライク、斬撃技スラッシュストライクを使用可能だが、その威力は増大している。
そのほか、スペシャルウィザードリングを使用することで各スタイルに応じたウィザードラゴンの一部を具現化し、以下に挙げるそれぞれの必殺技を発動する。
ドラゴンブレス
フレイムドラゴンの必殺技。浮遊した状態から、胸部に具現化したドラゴスカルから放つ強力な火炎で、敵を焼き尽くす。
ドラゴンスマッシュ
ウォータードラゴンの必殺技。腰部に具現化したドラゴテイルを叩き付ける。リザードマン戦ではブリザードで相手を凍らせてから粉砕し、フェニックス戦ではウォータースラッシュからの連携で敵を倒している。
ドラゴンソニック
ハリケーンドラゴンの必殺技。背部に具現化したドラゴウィングで高速飛行し、竜巻と電撃を放って敵を倒す。
ドラゴンリッパー
ランドドラゴンの必殺技。両腕に具現化したドラゴヘルクローを大きく振り回して、敵を斬り裂く。
ドラゴンフォーメーション
ドラゴタイマーで生成した分身体との連携技。各強化スタイルがそれぞれウィザードラゴンの全身の一部を具現化し、それぞれの必殺技で一斉攻撃する。
ストライクドラゴン
オールドラゴンの必殺技。足元に発生した巨大な魔法陣からそれぞれのエレメントをまとったウィザードラゴンの幻影が突撃し、最後にオールドラゴンがキックを放つ。不死身のフェニックスを太陽まで吹き飛ばして再起不能とした。

#### インフィニティースタイル
インフィニティーウィザードリングを使用して変身する、ウィザードの最強形態。アンダーワールドに侵入したレギオンによってウィザードラゴンを倒され、魔法が使えなくなった操真晴人がコヨミを思って流した涙からインフィニティーウィザードリングが生まれ、同時にウィザードラゴンも彼の心の強さによって復活したことで変身が可能となった。変身時にウィザードライバーから聞こえる呪文の詠唱は、それまでの各スタイルの呪文を合わせたような「ヒースイフードー、ボーザバビュードゴーン!!」。
四元素の力を用いた基本スタイルや、ウィザードラゴンの力を借りていた強化スタイルとは異なり、晴人とウィザードラゴン双方の魔力によって変身する形態である。魔力が結晶化したアダマントストーンを装甲としており、非常に高い防御力を誇る。また、全身を覆う銀色のインフィニティーローブは、自らが放出した魔力を取り込んで各部のアダマントストーンに送り込む、一種の永久機関となっている。
- 指輪モチーフのヒーローの最終形態がダイヤモンドとなることは制作スタッフ間での暗黙の了解であり、誰ひとり異論を唱えなかったという[62]。ただしマスクの形状はダイヤモンド自体よりも指輪の石留め、いわゆるティファニーセッティングをモチーフとしているため、宝石面を顔としていた従来のスタイルとは印象が異なる[98]。宝石を押さえる爪の部分は、知覚センサーの役割を果たすアンテナ シャトンロッドとして設定されている[97]。
- 晴人はインフィニティースタイルへの変身に必要な指輪を劇中で2度手放している[96]。1度目は第47話で、インフィニティーウィザードリングは稲森真由を介して一時的に笛木の手に渡っていたが、第50話でコヨミが見つけて晴人に返している[96]。リングはその後の最終話にて、魔宝石の世界の晴人に託されたが、『鎧武&ウィザード』にて武神ウィザードの形見であった物をイエヤスから渡されて再び変身可能になり[96]、『仮面ライダー大戦』と『平成ジェネレーションズ』でも引き続き変身している。
- インフィニティースタイルは後の映画作品で、インフィニティードラゴンやインフィニティードラゴンゴールドへとさらなる強化を遂げることになる。ドラゴンのパーツを付加する案そのものは早い段階で構想されていたものの、テレビシリーズでは実現は難しいとして見送られていた[99]。インフィニティースタイルのデザインにはその名残があり、背面はドラゴンの羽を付けやすい形状となっている[100]。

ツール
アックスカリバー
ウィザードラゴンの魔力で作られたインフィニティースタイルの専用武器。切れ味を重視したカリバーモードと、破壊力を重視したアックスモードの2形態をとり、中央部の手形ハンドオーサーに触れることで形態ごとの特殊能力を発動する。
- 最終アイテムが剣になった理由は子供たちにとって一番わかりやすい武器だからであり、それに加えてまだウィザードが使ったことのなかった斧の要素が取り入れられた。

カリバーモード
剣形態。切先のカリバーストーンを経て魔力を送り込まれる刀身スケアリータロンは、一振りでファントム数体を切り裂く。
この形態でのハンドオーサーへのハイタッチは「時の流れに干渉する」という効力を持ち、目にも止まらぬ高速戦法を仕掛けられる。
アックスモード
斧形態。左手で逆に持ち変えることで「ターンオン!」の音声と共に移行し、先端部のアックストーンを中継して魔力を送り込まれる斧頭ブラッディトゥースは、ファントムの頑丈な装甲をも叩き割る。さらに魔力が高まれば、それに応じて破壊力も増す。
この形態でのハンドオーサーへのハイタッチは、回数に応じた必殺技を発動する。

必殺技
ストライクウィザード
キックストライクによって放つ飛び蹴り。白い魔法使いとの決戦で使用した。
ドラゴンシャイニング
アックスカリバー・アックスモードのハンドオーサーに触れることで、「ハイタッチ!シャイニングストライク!キラキラ!」の音声と共に発動する。巨大化したアックスカリバーの刃の部分で敵を叩き斬る。
プラズマドラゴンシャイニング
アックスカリバー・アックスモードのハンドオーサーに5回触れることで発動する。投擲されたアックスカリバーが、何度も敵に切りかかる。

#### テレビシリーズ以外の作品に登場する仮面ライダーウィザード
スペシャルラッシュ
スペシャルラッシュウィザードリングを使用して変身するウィザードの特殊強化形態。
詳細は仮面ライダー×仮面ライダー ウィザード&フォーゼ MOVIE大戦アルティメイタム#仮面ライダーウィザード スペシャルラッシュを参照。
インフィニティードラゴン
フィニッシュストライクウィザードリングを使用して変身する、ウィザードラゴンの身体の部位が具現化したインフィニティースタイルの強化形態。
詳細は劇場版 仮面ライダーウィザード in Magic Land#仮面ライダーウィザード インフィニティードラゴンを参照。
インフィニティードラゴンゴールド
フィニッシュストライクウィザードリングを使用して変身するインフィニティードラゴンの強化形態。
詳細は仮面ライダー×仮面ライダー 鎧武&ウィザード 天下分け目の戦国MOVIE大合戦#仮面ライダーウィザード インフィニティードラゴンゴールドを参照。
ビーストマント
『てれびくん超バトルDVD 仮面ライダーウィザード/ダンスリングでショータイム!!』に登場。
仮面ライダービーストのファルコリングが偶然ウィザードライバーに触れた際、右肩にファルコマントを装備したことでウィザード フレイムドラゴンが若干悪乗りし、さらに拝借したバッファリングを使用して左肩にバッファマントを装備した形態。

#### 仮面ライダーウィザードのウィザードリング
仮面ライダーウィザードは、魔力を秘めた指輪を腰のベルト「ウィザードライバー」にかざすことで、さまざまな魔法を行使する。これらは主に、骨董店「面影堂」の主人である輪島繁が加工した魔宝石と、金属製のリングから構成されている。ただし、人の手で加工出来ることから、強度は低い。

##### 変身リング
左手の中指にはめて使用する指輪で、ウィザードをさまざまな形態に変身させる。
各リングはウィザードの顔を模した形状をしている。魔宝石部分は可動式のバイザー ビザードネイルによって保護されている。
フレイムウィザードリング
フレイムスタイルへの変身に使用する、火の属性を宿した赤い指輪。
ウォーターウィザードリング
ウォータースタイルへの変身に使用する、水の属性を宿した青い指輪。
ハリケーンウィザードリング
ハリケーンスタイルへの変身に使用する、風の属性を宿した緑色の指輪。
ランドウィザードリング
ランドスタイルへの変身に使用する、土の属性を宿した黄色の指輪。
フレイムドラゴンウィザードリング
フレイムドラゴンへの変身に使用する、火の竜属性を宿した指輪。
ホワイトガルーダが運んできた、赤い魔宝石を加工した物。
ウォータードラゴンウィザードリング
ウォータードラゴンへの変身に使用する、水の竜属性を宿した指輪。
ワイズマンの洞窟に置いてあった、青い魔宝石を加工した物。
ハリケーンドラゴンウィザードリング
ハリケーンドラゴンへの変身に使用する、風の竜属性を宿した指輪。
国家安全局0課の木崎政範から託された、緑色の魔宝石を加工した物。
ランドドラゴンウィザードリング
ランドドラゴンへの変身に使用する、土の竜属性を宿した指輪。
ソラ / グレムリンから渡された、黄色の魔宝石を加工した物。
インフィニティーウィザードリング
インフィニティースタイルへの変身に使用する指輪。魔力を失っても希望を捨てなかった操真晴人の涙から生まれた。
- この指輪にはバイザー部分がなく、代わりに襟の意匠が盛り込まれている。

##### 魔法リング
右手の中指にはめて使用する指輪で、さまざまな魔法を発動させる。
魔宝石は主にオレンジ色をしているが、プラモンスター召喚用など例外もある。また、多くにドラゴンの図柄が描かれており、それぞれの魔法の効果を表している。
ドライバーオンウィザードリング
ウィザードライバーを本来の姿に変化させる。
- 直近のシリーズ作品では、すでに所持している変身ベルトを腰に装着するという演出が続いていたので、「ベルトを出現させる指輪がほしい」というプロデューサーの宇都宮の意向により設定された。

コネクトウィザードリング
離れた空間同士をつなぎ、物品を取り寄せる。
キックストライクウィザードリング
必殺のキックを繰り出す。
エンゲージウィザードリング
装着者のアンダーワールドへ入れるようになる。複数所持しており、ゲートが絶望に苛まれたとき、その人物のアンダーワールドに生まれたファントムと戦うために用いられた。
ドラゴライズウィザードリング
アンダーワールドにてウィザードラゴンを召喚する。
スモールウィザードリング
物体を小型化する魔法で、自身を小さくすることもできる。
ディフェンドウィザードリング
防壁を生成する。
壁の形状はウィザードのスタイルに応じて変化し、フレイムスタイルでは炎、ウォータースタイルでは水、ハリケーンスタイルでは風、ランドスタイルでは土や岩の壁となる。
スリープウィザードリング
装着者を眠らせる。他人を眠らせたいときは、その人物の指にはめる必要がある。
ビッグウィザードリング
物体を巨大化させる魔法で、戦闘時には腕や武器などを大きくして攻撃していた。
ライトウィザードリング
魔力を光として放出し、周囲を明るく照らす。
リキッドウィザードリング
装着者の体を液体に変化させる。
主にウォータースタイルが使用する。
バインドウィザードリング
大量の鎖で敵を拘束する。
鎖の形状はウィザードのスタイルに応じて変化し、フレイムスタイルでは普通の鎖だが、ウォータースタイルでは水、ランドスタイルでは岩の鎖となる。
コピーウィザードリング
物体を複製する魔法で、自身を分身させることも可能。連続使用すれば、さらに数が増す。
ドリルウィザードリング
地面を掘削可能なほどの強力な回転力を与える。ストライクウィザードを回転させて破壊力を増大させることもできる。
スメルウィザードリング
装着者から強烈な悪臭が放出される。
エクステンドウィザードリング
腕や脚などの肉体の一部を伸張させる。手足をムチのように振るって攻撃できるほか、離れたところにいる人を救助する際にも用いられた。
ドレスアップウィザードリング
着ている服を別の服に変化させる。
エキサイトウィザードリング
筋力が増大して筋骨隆々な姿になる。
メリークリスマスウィザードリング
クリスマスの日に一度だけ奇跡を起こす。
サンタクロースと思われる人物から授かった指輪で、フェニックスに燃やされたプレゼントの品を元通りに復元したが、その一度の使用で消滅した。
スペシャルウィザードリング
ウィザードラゴンの力を引き出す。
フレイムドラゴンではドラゴスカル、ウォータードラゴンではドラゴテイル、ハリケーンドラゴンではドラゴウィング、ランドドラゴンではドラゴヘルクローといった感じで、各スタイルに応じた能力が解放される。
ブリザードウィザードリング
強力な冷気を放つ。
主にウォータードラゴンが使用する。
ウォータードラゴンウィザードリングと同様の魔宝石から作られた。
サンダーウィザードリング
稲妻を放つ。
主にハリケーンドラゴンが使用する。
ハリケーンドラゴンウィザードリングと同様の魔宝石から作られた。
グラビティウィザードリング
重力を操る。
主にランドドラゴンが使用する。
ランドドラゴンウィザードリングと同様の魔宝石から作られた。
フォールウィザードリング
床や壁に穴を開け、通り抜けを可能とする。
プリーズウィザードリング
コヨミが指にはめている指輪で、ウィザードライバーにかざすことで魔力を分けてもらえる。
ホープウィザードリング
賢者の石が指輪となった物で、コヨミの心を宿している。
デザイン自体はエンゲージウィザードリングと同様だが、賢者の石の色から赤い。テレビシリーズの後、晴人はこの指輪を安置すべき場所を探して旅に出ていたが、最終的には彼自身のアンダーワールド内にいるコヨミの手に預けられた。
レジェンドライダーウィザードリング
第52・53話の「魔宝石の世界」に登場した、13個の指輪。それぞれが象る平成仮面ライダーを召喚できる。
アマダムが所持していたが、指輪の力で魔宝石の世界から脱出しようとした少年に盗まれた。指輪を取り返したアマダムはライダーを召喚して晴人に差し向けようとするが、自らの意志に基づいて戦うライダーたちは逆にアマダムと戦った。アマダムを倒して役目を終えたライダーたちが姿を消すと、指輪も消滅した。
Wウィザードリング
左翔太郎とフィリップの幻影から授かった指輪で、アンダーワールドに仮面ライダーWを召喚する。
アクセルウィザードリング
照井竜の幻影から授かった指輪で、アンダーワールドに仮面ライダーアクセルを召喚する。
オーズウィザードリング
火野映司の幻影から授かった指輪で、アンダーワールドに仮面ライダーオーズを召喚する。
バースウィザードリング
後藤慎太郎の幻影から授かった指輪で、アンダーワールドに仮面ライダーバースを召喚する。
タイムウィザードリング
別の時代へと時間移動する。
フォーゼエンゲージウィザードリング
装着者のアンダーワールドへ入れるようになる。
スペシャルラッシュウィザードリング
美少女仮面ポワトリンが最後の魔法で作り出した指輪で、仮面ライダーウィザードをスペシャルラッシュに変身させる。
ミラクルウィザードリング
巨大なウィザードラゴンを現実世界に召喚する。
スーパー戦隊ウィザードリング
ウィザードラゴンと、獣電戦隊キョウリュウジャーの巨大ロボ・キョウリュウジンの合体技獣電ブレイブストライクエンドを発動する。
フラワーウィザードリング
「魔法の国」の少年・シイナが作った指輪で、無数の花弁を舞い散らせる。
フィニッシュストライクウィザードリング
ウィザードをインフィニティードラゴンまたはインフィニティードラゴンゴールドに変身させる。
チチンプイプイウィザードリング
奈良瞬平が作った指輪で、失敗作と思われていたが、ホープウィザードリングと共鳴することで、もうひとりの晴人を召喚した。
ダンスウィザードリング
振付に合わせて「Life is SHOW TIME」を踊る。ウィザードリングでは珍しく、ドラゴンではなくウィザード自身の姿が描かれている。
ガルーダウィザードリング
レッドガルーダを召喚し、その動力となる。
ユニコーンウィザードリング
ブルーユニコーンを召喚し、その動力となる。
クラーケンウィザードリング
イエロークラーケンを召喚し、その動力となる。
ゴーレムウィザードリング
バイオレットゴーレムを召喚し、その動力となる。

#### 仮面ライダーウィザードのビークルと巨大ファントム
マシンウィンガー
操真晴人 / 仮面ライダーウィザードの専用オフロードバイク。ベース車種はホンダCRF250L。
対ファントム戦での搭乗を想定されており、フロントカウルに収められた魔宝石「シールドコア」の効果で非常に高い耐久力を得ている。また、カウルの左右には浮遊石「マグリットブラスト」が備わっており、車体の姿勢制御を補助することで通常ではありえないような高速旋回を可能とする。4ストローク直列2気筒のガソリンエンジン「WZ-0D」は、専用のチューンナップによって出力が約50パーセント向上している。
晴人はマシンウィンガーが必要になると、コネクトウィザードリングを使用してどこでも取り出すことができる。戦闘に活用するだけではなく、コヨミの形見であるホープウィザードリングの置き場所を探す旅にも使っており、彼にとっては単なるバイク以上の存在であるといえる。

ウィザードラゴン
晴人のアンダーワールドに生息する、ドラゴン型の巨大ファントム。日蝕のときに行われたサバトによって誕生したが、晴人が絶望を乗り越えたため外界に出ることができず、アンダーワールドに封じ込められている。
晴人の魔力の源であり、四大元素のエレメントを持つ強力なファントムである。ゲートのアンダーワールド内で巨大ファントムと戦う際には「ドラゴライズ」の魔法によって召喚される。
小ぶりだが力強い翼ドラゴウィングによって高速飛行し、尻尾ドラゴテイルや四肢の爪ドラゴヘルクローで戦う。頭部ドラゴスカルからは火炎を放ち、胸のドラゴンズハートの輝きはファントムに恐怖を抱かせるという。
当初は外界に出ることを目論んでおり、晴人を再び絶望させようと働きかけていた。また戦闘中、晴人の指示に従わずに暴れまわり、ゲートのアンダーワールドを傷つけてしまったこともあった。しかし、決して絶望に屈しない晴人に対し、次第に興味を抱き始める。
レギオンの攻撃を受けて一度消滅するが、晴人の心の強さによって復活。以後は晴人を「面白い奴」と評して信頼し、マシンウィンガーと合体せずとも晴人を背に乗せるなど、協力関係を築いていった。
- バイクと合体するウィザードラゴンだが、プレックスの阿部統が提唱したコンセプトは「メカドラゴンではなく、洋風ドラゴンの有機的な感じ」であり、デザイン担当の國田敬に参考資料として映画『ドラゴンハート』のフィギュアを貸し与えたという。

ウィンガーウィザードラゴン
左右に展開したマシンウィンガーが、ウィザードラゴンの両翼にセットされることで完成する強化飛行ユニット。この形態になることで、ウィザードはウィザードラゴンを自在に操ることができるようになる。
マシンウィンガーが合体したことで背中の翼がグレイトフルウィンガーに強化され、浮かび上がった4つの魔法陣ドラゴシンボリクスに魔力を受けることで飛行能力を向上させる。
ウィザードが巨大ファントムを相手にストライクエンドを放つとき、ウィンガーウィザードラゴンはストライクフェーズという形態に変形する。一旦マシンウィンガーが分離した後、ウィザードラゴンの頭部が頚部に収納され、四肢が回転して背中を向き、胴体と尾部が前方に折れ曲がることで、巨大な竜の足を形作る。その後ろにマシンウィンガーが接続し、ウィザードの右脚に装着されると、全体が燃え上がって巨大ファントムを踏み砕くのである。

### 仮面ライダービースト
仁藤攻介がビーストドライバーとビーストウィザードリングを使用して変身する仮面ライダー。ビーストドライバーのリングスロットにリングを差し込んで前にひねることで、「セット!オープン!」の音声とともにバックルの扉リベレイションズドアが開放し、魔法陣が出現する。この魔法陣の外輪部には英文の大文字で「全ての精霊に命ずる。我との契約に従い、その大いなるパワーを解放せよ」、内輪部には小文字で「偉大な力、陸、海、空、自然、四界の主席、我が眷属」と記されている。魔法陣が仁藤の体を通過することで変身が完了し、「L・I・O・N ライオーン!!」の声が響く。
ビーストの変身システムは、科学ではなく魔法が繁栄していた過去の時代に造られたものであり、ファントムからは「古（）の魔法使い」、白い魔法使いからは「アーキタイプ」と呼ばれている。
大学で考古学を専攻していた仁藤は、古代遺跡でビーストドライバーを発掘した際、グールの群れに襲われた。ドライバーに宿ったビーストキマイラの「指輪を使え」というささやきに従った仁藤は、仮面ライダーへの変身能力と引き換えに、倒したファントムの魔力を喰らってビーストキマイラに与えるという契約を交わすことになった。この義務を怠れば、仁藤自身が命を落とすのである。
ビーストは全身を黒い魔法衣ワイルドローブで覆い、腕あてフロントフレットやすねあてリアフレットなど、随所に金色の装甲をまとっている。左肩にあるライオンの頭部は、ビーストキマイラの力が具現化した部位キマイラトーテムである。金色のマスク プレデトリーフードはライオンのたてがみを記号的にかたどっており、複眼シートラッカーは緑色をしている。
- 2号ライダーにもウィザード同様に複数の魔法を使わせるためと、マントを装備させたいというコンセプトのもと、魔法の発動によってマントチェンジをするという設定となった[62]。
- ビーストのスーツアクターを務める渡辺は、ウィザードとの差別化として、拳法や空手をモチーフにするのではなく、スマートではない野性的な動きで、基本的に低い構えを意識しているという[130][131]。

マント
マント装着の魔法リングを使用して右肩に装着する、4種の動物の力を宿したマント。動物の頭部を模した肩装甲から布が下がった外見をしている。
ファルコマント
ファルコウィザードリングを使用して装備される、ハヤブサの力を宿したマント。色はオレンジ。装着時の呪文の詠唱は「ファッ♪ ファッ♪ ファッ♪ ファルコ!!」。
ビーストに飛行能力を与えるほか、強烈な風を起こす魔法を使える。
カメレオマント
カメレオウィザードリングを使用して装備されるカメレオンの力を宿したマント。色は黄緑。装着時の呪文の詠唱は「カカッ♪ カッ♪ カッ♪ カメレオ!!」。
身軽に動けるようになり、短時間だけ周囲の景色と同化して姿を隠すことができる。また、カメレオンの舌に当たる部分を鞭のように変化させて攻撃することも可能。
ドルフィマント
ドルフィウィザードリングを使用して装備されるイルカの力を宿したマント。色は紺。装着時の呪文の詠唱は「ドッ♪ ドッ♪ ドッ♪ ドッ♪ ドルフィ!!」。
解毒などの治癒魔法を使用できる。
バッファマント
バッファウィザードリングを使用して装備されるバッファローの力を宿したマント。色は赤茶。装着時の呪文の詠唱は「バッ♪ バッ♪ バババ♪ バッファ!!」。
肉体的なパワーを高め、強力な突進攻撃を繰り出せる。

ツール
ビーストドライバー
ビーストの変身ベルト。変身者である仁藤が古代の遺跡を調査中に発掘した。その中には古の魔法使いによってビーストキマイラが封印されている。
バックル左側のリングスロットにビーストリングをセットし、前にひねることで中央のリベレイションズドアが開放し、ビーストキマイラの力が解き放たれる。
- モチーフはチャンピオンベルト。銀色のウィザードライバーと対比させるため、金色のメッキが施されている。また、指輪をひねるギミックも、ウィザードと違う使い方を考えた結果である。変身音の初期案は「H・E・N・S・H・I・N!」だったが、長すぎて子供が覚えきれないため、4文字の「L・I・O・N」となった。

ダイスサーベル
ビーストが使用する魔法剣。細身の刀身ハイオイドフェンサーで敵を切り裂くほか、切先パストラルフルールから魔力弾を放つこともできる。
サーベルの鍔にはコアクリスタル製の目を埋め込んだサイコロ、ビーストダイスが備わっており、リングスロットに各種ウィザードリングを装填することで回転し、出目に応じて魔力を倍増させる効果がある。ただし、運要素が強く、いかなる魔法使いもダイスの目に干渉することはできないため、いざというときに小さい目が出て危機を招くこともあった。

必殺技
ストライクビースト
ベルトのスロットにビーストウィザードリングを再度差し込むことで発動する。前蹴りして打ち上げた敵をジャンプで追い越し、空中に浮かんだ魔法陣を潜り抜けると共にキマイラの頭部を模したエネルギーをまとい、跳び蹴りを叩き込む。
ストライクエンド
劇場版『in Magic Land』にて、魔法の国のビーストが使用。
ビーストキマイラをストライクフェーズに変形させて足に装着し、巨大ファントムを踏み砕く。
セイバーストライク
ダイスサーベルから魔力弾を放って攻撃する。1から6までのダイスの出目に応じて威力が変化し、数値が大きいほど強い攻撃となる。出目が6のときは技名が「セイバーストライクヘキサ」となる。
魔力弾の形状は装着したマントに応じて変化する。
セイバーファルコ
ファルコウィザードリングをダイスサーベルにセットして発動する。ハヤブサ型の魔力弾が敵の周囲を飛び回りながら攻撃する。
セイバーカメレオ
カメレオウィザードリングをダイスサーベルにセットして発動する。カメレオン型の魔力弾が一斉に飛び掛かって攻撃する。
セイバーバッファ
バッファウィザードリングをダイスサーベルにセットして発動する。バッファロー型の魔力弾が一斉に突撃して攻撃する。
セイバードルフィ
ドルフィウィザードリングをダイスサーベルにセットして発動する。イルカ型の魔力弾が敵の周囲を飛び回りながら攻撃する。

#### 仮面ライダービーストハイパー
ハイパーウィザードリングを使用して強化変身するビーストの最強形態。リングをビーストドライバーにセットすると、エネルギー体となったビーストキマイラが現れ、背後からビーストを包みことで装甲が装着されて強化変身が完了する。このときビーストドライバーからは、「ハイパー!ゴー!ハイッハイッハイッ、ハイパー!!」の声が響く。
全身が青い魔法衣ハイペリオンローブで覆われ、胸部装甲はビーストキマイラの頭部に似た形状のキマイラングシェルに変化している。複眼シーサーチャーの色は赤。額には知覚を司るアンテナロッドキマイラウィスカーが備わっている。
ビーストキマイラの力の一部を現実世界で解放したことで、戦闘能力が格段に上昇している。専用武器のミラージュマグナムで遠距離戦をこなすほか、自在に伸縮する両手の紐フリンジスリンガーを鞭のように振るうことで接近戦でも活躍する。
- 強化形態のカラーリングに青が採用された理由は、マントチェンジになかった色だからである[100]。また、本作品の仮面ライダーに必須の特徴である「ひるがえる部分」として、マント以外の案に出ていたフリンジを採用している[62]。

ツール
ミラージュマグナム
ビーストハイパー専用の魔銃。紀元前5世紀から4世紀ごろに造られたと考えられており、アフリカのニオール文明の古代遺跡で、ハイパーウィザードリングともども石に包まれた状態で眠っていた。発掘したのは、朝比奈考古学研究所の中本治である。中本はソラ / グレムリンにそそのかされ、仁藤からビーストドライバーと指輪を奪うなどしていたが、その後改心してマグナムを仁藤に託した。そしてビーストがビーストハイパーに強化変身するとともに、マグナムの本体が石の中から現れたのだった。
ミラージュマグナムの銃身の上部には、魔法の鏡ミラージュスペクターが備わっており、魔力の高まりに応じてビーストキマイラを具現化させる。また、後部のリングスロットにハイパーウィザードリングを接続することで大量の魔力を送り込み、必殺の一撃を放てるようになる。
- ミラージュスペクターは、それまでにない魔法らしいギミックを求めた結果、ドレッサーの中に顔が浮かぶバンダイの女児向け玩具を参考にしている。

必殺技
シューティングミラージュ
ハイパーウィザードリングを変形させて口部分を展開し、ミラージュマグナムのリングスロットに装填することで、魔力が集束されたマグナムからビーストキマイラの姿を模した強力な魔力弾を放つ。
ハイパーセイバーストライク
ハイパーウィザードリングをダイスサーベルにセットして発動する。ハヤブサ・イルカ・バッファロー・カメレオンの形状をした魔力弾が出た目の数だけ出現し、一斉に敵に突撃する。

#### テレビシリーズ以外の作品に登場する仮面ライダービースト
ウィザードスタイル
『てれびくん超バトルDVD 仮面ライダーウィザード/ダンスリングでショータイム!!』に登場。
ビーストがランドドラゴンウィザードリングを使用して変身した形態。通常形態をベースとして、腰にランドドラゴンのローブの一部、両手にドラゴヘルクローを装備している。
本来はビーストドライバーで仮面ライダーウィザード用のリングを読み込むことはできないため、超バトルDVDだけのイレギュラーな存在である。

#### 仮面ライダービーストのウィザードリング
仮面ライダービーストは、変身や特殊能力の発動に際して指輪を使用する。ビーストドライバーのリングスロットに装填することで、指輪に込められた魔力が解放され、それぞれの魔法を行使できるのである。
ビーストの指輪は、魔法が繁栄していた古代に作られたものであり、製作者などの詳細は不明となっている。ハイパーウィザードリングを除き、いずれの指輪も仁藤攻介がビーストドライバーとともに遺跡で発掘した物である。
一部の指輪は仮面ライダーウィザードも使用可能だが、ビースト使用時とは別の魔法が発動する。しかし、逆にウィザードの指輪をビーストが使用することは、リングスロットと形状が合わないことから出来ない。
- ウィザードの指輪が丸いのに対し、ビースト用の指輪は縁が四角い[146]。玩具はピンによってドライバーに認識させるギミックのため、それぞれ若干形状が異なっているが、撮影用プロップは基本的に同一のディテールである[146]。

ビーストウィザードリング
仁藤攻介が仮面ライダービーストへと変身する際に使用する。他の能力発動用指輪は右手の中指にはめるのに対し、変身用のこの指輪のみ左手の中指にはめる。
変身後には必殺技ストライクビーストの発動に用いる。
ドライバーオンウィザードリング
仁藤が待機状態のビーストドライバーを起動し、変身に備える際に使用する。
エンゲージウィザードリング
リングをはめたゲートの精神世界アンダーワールドに入ることができる。
キマイライズウィザードリング
アンダーワールド内でビーストキマイラを召喚する。
ファルコウィザードリング
ファルコマントを装着し、飛行能力を得る。
ウィザードが使用すると、体が無数の赤い羽根に変化して敵の攻撃を無力化することができる。
バッファウィザードリング
バッファマントを装着し、肉体が強靭となる。
カメレオウィザードリング
カメレオマントを装着し、透明化能力を得る。
ドルフィウィザードリング
ドルフィマントを装着し、治癒能力を得る。
ウィザードが使用すると、地面を水面のように泳ぎ回ることができる。
ハイパーウィザードリング
ビーストハイパーへの強化変身に際して使用する。中本治がミラージュマグナムとともにアフリカで発掘した。
指輪に刻まれたライオンが口を開くように変形させて、必殺技シューティングミラージュを発動する際にも用いる。
グリフォンウィザードリング
グリーングリフォンを召喚し、そのボディに装填して動力源とする。

#### 仮面ライダービーストの巨大ファントム
ビーストキマイラ
古の魔法使いがビーストドライバーの中に封印していた巨大ファントム。封印を解いた仁藤攻介と契約を交わし、仮面ライダービーストの力を授けるかわりに、倒したファントムの魔力を得るという関係となった。劇中に登場する他のファントムとは異なり、ゲートを絶望させようと働きかけることはない。これはビーストキマイラがワイズマンのサバトで誕生したわけではなく、古くから存在するファントムであるためと思われる。
ライオンの体をベースとして、全身に5つの頭部がある。右肩には飛行能力を司るハヤブサのファルコショルダー、左肩には治癒能力を司るイルカのドルフィショルダー、胸部に肉体の強靭さを司るバッファローのバッファスターナム、尻尾に敏捷さを司るカメレオンのカメレオペルヴィスが配置している。会話を行うのは、中央のライオンの頭部ライオスカルのみ。
戦闘に際しては鋭い爪ライオネイルを振るったり、5つの頭部の口から光線を放って攻撃するほか、ライオスカルがファントムを丸呑みするバイティングエンドを必殺技とする。
当初、仁藤のことは単に魔力を得る手段として見ていたようだが、行動を共にするうちに気に入ってきたらしく、ミラージュマグナム獲得時などは仁藤の身を案じる発言もしていた。テレビシリーズ終盤で、白い魔法使いが再び開こうとするサバトを阻止するために仁藤がビーストドライバーを破壊したことで、現実世界に解放されてその場の魔力を食い尽くし、仁藤との契約を解消していずこかへ飛び去った。
その後、自らを研究しようとする仁藤に捕獲され、再び契約を交わすこととなった。以降は仁藤が異世界で見つけてきたヘルヘイムの実を食事としているらしい。
劇場版『in Magic Land』でのアンダーワールドの戦闘で、ビーストがストライクエンドを発動した際には、ストライクフェーズに変形した。ただし、魔法の国のビーストはドライバーを自作するなど独自の特徴があるため、設定が異なるテレビシリーズのビーストキマイラもストライクフェーズになれるのかは不明である。

### 白い魔法使い（仮面ライダーワイズマン）
笛木奏が白い魔法使いドライバーとチェンジウィザードリングを使用して変身した姿。笛木がドライバーに指輪をかざすと「チェンジ、ナ〜ウ」という音声が響き、魔法陣が出現する。この魔法陣の外輪部には欧文の大文字で「混沌の執行者よ、容（かたち）無き者の力を捧げよ、我こそは古（いにしえ）の契約を顕在するものなり」、内輪部には小文字で「万物を司る力よ、私の意志と共にあれ」と記されている。魔法陣が笛木の体を通過することで、変身が完了する。
人間が魔法使いとなるには、自身の精神世界アンダーワールドにファントムを宿す必要がある。物理学者の笛木は、科学技術を用いて人工的にファントム カーバンクルを創造し、体内に取り込むことで魔法使いの資格を得た。同時にカーバンクルへの変貌も可能となり、2つの姿を使い分けて仮面ライダーウィザードとファントムの戦いを陰から操った。
全身を白い魔法衣ブライトローブで覆い、同様に白いマントエレメンタルケープを羽織っている。頭部にはリフレクションフードをかぶり、胸には多数の指輪をはめ込んだ鎖状の魔装具ラングチェインを掛けている。
「エクスプロージョン」をはじめとする高度な魔法を使用するほか、格闘術にも長けている。その戦闘能力はウィザード インフィニティースタイルとほぼ互角である。
- デザイン段階での仮称は「0号ライダー」だった[154]。その後、名前は「白の魔法使い」に決まりかけたが、先行して制作されていたスーパー戦隊シリーズ『魔法戦隊マジレンジャー』に登場したマジマザーの分類名と被ってしまう都合上、「白い魔法使い」になったという[155]。テレビシリーズ放映終了後、「仮面ライダーワイズマン」という名称が公式に設定された[154]。
- 最終的には物語の黒幕となった白い魔法使いだが、企画段階では早々に舞台から消えるといわれており、商品化の予定もないキャラクターだった[99]。

ツール
白い魔法使いドライバー（ワイズマンドライバー）
白い魔法使いの変身ベルト。外見や機能はウィザードライバーと同一だが、バックル中央の手形は赤い縁取りに爪の意匠が見られる。
- 『仮面ライダー555』以来の変身ベルト玩具総売り上げ100万本を目指したバンダイの西澤清人によって商品化された。プレックスの小林大祐は「誰が欲しがるんだ?」と反対したが、実際の売り上げは良好だった。ただし目標のベルト100万本は惜しいところで達成できなかった。

ハーメルケイン
白い魔法使いの主武装である、横笛型の剣。接近戦で振るうほか、笛として奏でることで相手の魔法を無効化できる。
サバトを起こすことやコヨミから賢者の石を取り出すことの出来る唯一の道具であり、最終的にグレムリンに奪われた。

必殺技
キックストライク
キックストライクウィザードリングを使用して発動する。足元に発生した魔法陣から金色の魔力を右足に集中して跳び上がり、急降下しながら跳び蹴りを叩き込む。

その他の登場作品
ネットムービー『仮面ライダーゴースト 伝説！ライダーの魂！』
第5章の「オーズ編」にて、謎の少年フレイにより恐竜グリードと共に召喚され、天空寺タケル / 仮面ライダーゴーストの前に立ち塞がる。同作品では様々な魔法の他、テレビシリーズでは見せなかったパンチによる連続攻撃も披露している。

#### 白い魔法使いのウィザードリング
白い魔法使いが使用するウィザードリングは、形状がウィザードの物と類似しており、中には同じ外観の物もある。これは、両者の指輪を手がけたのが輪島繁だからである。
玩具では、同じ指輪を使用してもウィザードライバーと白い魔法使いドライバーとで発せられる音声が異なる仕様となっている。
チェンジウィザードリング
笛木奏が白い魔法使いに変身する際に用いる。他の魔法発動用の指輪は右手の中指にはめるのに対し、変身用のこの指輪のみ左手の中指にはめる。
ウィザードの変身リングとはバイザーや頭部の形状が異なるほか、魔宝石が粗削りになっている。
ドライバーオンウィザードリング
白い魔法使いドライバーを起動して、変身に備える際に用いる。
ウィザードの指輪と同型だが、手形の縁取りが赤い。
エクスプロージョンウィザードリング
亜空間に圧縮した魔力を一気に解き放つことで、爆発を発生させる。
テレポートウィザードリング
空間を操作して作り出したワープホールで異なる場所へ転移する。
エクリプスウィザードリング
サバトの儀式に必要な日蝕を発生させる。笛木が輪島に無理強いして作らせた物。
白い魔法使いにしか使えず、ウィザードライバーでは発動できない。
コネクトウィザードリング
離れた空間同士をつなげ、物品を取り寄せる。
ウィザードの指輪と同型。
キックストライクウィザードリング
必殺のキックを放つ。
ウィザードの指輪と同型。
デュープウィザードリング
物体を複製する魔法で、自らを分身させることも可能。
ウィザードのコピーと同型。
チェインウィザードリング
対象を鎖で縛り上げる。
ウィザードのバインドと同型。
グラビティウィザードリング
重力を操る。
ウィザードの指輪と同型。
スペシャルウィザードリング
特殊な攻撃魔法を発動する。
ウィザードの指輪と同型。
サンダーウィザードリング
稲妻を放って攻撃する。
ウィザードの指輪と同型。
ケルベロスウィザードリング
ブラックケルベロスを召喚し、そのボディに装填することで動力源となる。
ガルーダウィザードリング
ホワイトガルーダを召喚し、そのボディに装填することで動力源となる。
ウィザードの指輪と同型だが、魔宝石の色が異なる。
- 撮影用プロップは存在せず、ウィザードの指輪をカラー処理して表現された。

#### テレビシリーズ以外の作品に登場する白い魔法使い
白い魔法使い（コヨミ）
ファントムのオーガに再生させられたコヨミが変身した姿。
詳細は仮面ライダー×仮面ライダー 鎧武&ウィザード 天下分け目の戦国MOVIE大合戦#白い魔法使い（コヨミ）を参照。

### 仮面ライダーメイジ
稲森真由・飯島譲・山本昌宏が変身ベルトとメイジウィザードリングを使用して変身する仮面ライダー。ベルトに指輪をかざすと魔法陣が出現し、各自の体と重なることで「チェンジ、ナ〜ウ」の音声とともに変身が完了する。
真由は、双子の姉の美紗をゲートとして誕生したメデューサに立ち向かうため、内なるファントムを抑え込んで白い魔法使いからドライバーとウィザードリングを与えられた。譲と山本もそれぞれ自分のファントムを抑え込んだものの、白い魔法使いに精神を操られてサバトの儀式を実行するために働かされた。白い魔法使いの野望が潰えた後は、3人とも自らの意志で人々を守るために戦うようになった。
マスクアプレンティスフードは魔宝石の原石状である。肩の装甲シールドスケイルからは魔力を蓄えるための角状のクリスタルが伸びており、左手は大きな鉤爪スクラッチネイルとなっている。腰から垂れた尻尾ドッジテイルには背後の敵を捕捉する機能があるほか、スペシャルの魔法によって伸縮自在の鞭となる。マスクやクリスタル状の部分の色は、各人が使用するメイジウィザードリングの魔宝石に対応しており、真由が黄（琥珀色）、譲が青、山本が緑となっている。なお、色の違いによる能力の差はない。
- テレビシリーズ終盤で多数の魔法使いが登場する構想は企画の初期から存在していたが、実現のための予算を捻出することは困難だった[166]。そのためプロデューサーの宇都宮は、劇場版用に制作されたキャラクターをテレビシリーズに移入することを考慮してデザインを進めていたという[166]。コンセプトは『仮面ライダー555』のライオトルーパーのような、量産型の魔法使いである[99]。
- ウィザードの到達した完成形がオールドラゴンであるのに対し、メイジは「最初から完成した魔法使い」である[100]。その設定を反映するため、初期デザインにはなかった爪や尻尾が後から付け加えられた[100]。結果的に、およそ真由が変身しているとは思えない怪物的な姿となったが、これはデザイン段階では変身者が決まっていなかったためである[166]。テレビシリーズでの真由の活躍を観た阿部統は、「先に分かっていたら違うデザインになっていた可能性が高い」と発言しており[99]、「もっと女の子らしくできた」と残念がっていた[100]。

ツール
メイジのベルト
白い魔法使いドライバーと同型だが、詳細は不明。
ウィザーソードガン
ウィザードの物と同型だが、ハンドオーサーの縁が赤い。メイジはスタイルチェンジをしないので、ウィザードのように属性を付加した攻撃は行わないと思われる。
劇中ではもっぱらガンモードのみ使用しているが、単にソードモードを使わなかったのか、あるいはソードモードに変形できないのかは不明である。

#### 仮面ライダーメイジのウィザードリング
メイジは白い魔法使いによって生み出された存在であるため、変身指輪以外は白い魔法使いの物と同様のリングを使用する。
メイジウィザードリング
仮面ライダーメイジに変身する際に用いる。他の魔法発動用の指輪は右手の中指にはめるのに対し、変身用のこの指輪のみ左手の中指にはめる。
変身者によって魔宝石の色が異なり、稲森真由が黄、飯島譲が青、山本昌宏が緑となっている。
ドライバーオンウィザードリング
変身ベルトのドライバーを起動する際に用いる。
ウィザードの指輪と同型だが、手形の縁取りが赤い。
ホーリーウィザードリング
聖なる光を放射して、敵を攻撃する。
メデューサに対抗するため、真由が白い魔法使いから授かった物で、メデューサに深手を負わせるほどの強力な威力を持つ。
コネクトウィザードリング
離れた空間同士をつなげ、物品を取り寄せる。
ウィザードの指輪と同型。
チェインウィザードリング
対象を鎖で縛り上げる。
ウィザードの「バインド」と同型。
バリアーウィザードリング
防御魔法を発動する。
ウィザードの「ディフェンド」と同型。
ジャイアントウィザードリング
物体を大きくする。
ウィザードの「ビッグ」と同型。
グラビティウィザードリング
重力を操る。
ウィザードの指輪と同型で、真由のメイジが使用。
スペシャルウィザードリング
特殊な攻撃魔法を発動する。
ウィザードの指輪と同型。
ブリザードウィザードリング
冷気を放って攻撃する。
ウィザードの指輪と同型で、譲のメイジが使用。
サンダーウィザードリング
稲妻を放って攻撃する。
ウィザードの指輪と同型で、山本のメイジが使用。
ガルーダウィザードリング
ホワイトガルーダを召喚し、そのボディに装填することで動力源となる。
白い魔法使いから真由に与えられた。

#### テレビシリーズ以外の作品に登場する仮面ライダーメイジ
仮面ライダーソーサラーが創造した「魔法の国」では、大門凛子・輪島繁・奈良瞬平を含む多くの住民が仮面ライダーメイジに変身可能だった。
また、マヤ大王に仕える近衛兵はマントを装備しており、特に能力が高かった。
詳細は劇場版 仮面ライダーウィザード in Magic Land#仮面ライダーメイジを参照。

### テレビシリーズ以外の作品に登場する仮面ライダー
仮面ライダーソーサラー
魔法の国のオーマ大臣が変身する仮面ライダー。
詳細は劇場版 仮面ライダーウィザード in Magic Land#仮面ライダーソーサラーを参照。

### 仮面ライダースペック一覧
本作品の仮面ライダーは、指にはめている指輪の力で魔法を行使するため、指輪が傷つく可能性のあるパンチ技は原則的に使用しない。そのためパンチ力は測定不能であり、公開されている値は推定上のものとされている。
| 仮面ライダー | スタイル                 | 身長   | 体重   | パンチ力 （推定値） | キック力 | ジャンプ力 （ひと跳び） | 走力 （100 m） |
| ------------ | ------------------------ | ------ | ------ | ------------------- | -------- | ----------------------- | -------------- |
| ウィザード   | フレイムスタイル         | 198 cm | 90 kg  | 4.5 t               | 7.3 t    | 35 m                    | 5秒            |
| ウィザード   | ウォータースタイル       | 198 cm | 90 kg  | 4.1 t               | 6.5 t    | 30 m                    | 4.7秒          |
| ウィザード   | ハリケーンスタイル       | 198 cm | 90 kg  | 3.7 t               | 6.1 t    | 40 m                    | 4.2秒          |
| ウィザード   | ランドスタイル           | 198 cm | 90 kg  | 4.9 t               | 8.7 t    | 28 m                    | 5.9秒          |
| ウィザード   | フレイムドラゴン         | 205 cm | 95 kg  | 6.7 t               | 10.9 t   | 35 m                    | 5秒            |
| ウィザード   | ウォータードラゴン       | 205 cm | 95 kg  | 5.7 t               | 8.4 t    | 30 m                    | 4.7秒          |
| ウィザード   | ハリケーンドラゴン       | 205 cm | 95 kg  | 5 t                 | 8.1 t    | 42 m                    | 4.2秒          |
| ウィザード   | ランドドラゴン           | 205 cm | 95 kg  | 7.4 t               | 13 t     | 25 m                    | 5.9秒          |
| ウィザード   | オールドラゴン           | 205 cm | 115 kg | 14.8 t              | 26 t     | 42 m                    | 4.2秒          |
| ウィザード   | インフィニティースタイル | 202 cm | 96 kg  | 8 t                 | 11.3 t   | 32 m                    | 5秒            |
| ビースト     | 基本形態                 | 198 cm | 94 kg  | 5.3 t               | 7.5 t    | 31 m                    | 4.6秒          |
| ビースト     | ハイパー                 | 208 cm | 99 kg  | 12 t                | 20.3 t   | 30 m                    | 4.5秒          |
| 白い魔法使い | 白い魔法使い             | 208 cm | 85 kg  | 7.4 t               | 9.3 t    | 30 m                    | 4.7秒          |
| メイジ       | メイジ                   | 195 cm | 80 kg  | 2 t                 | 3.2 t    | 12 m                    | 7秒            |

## プラモンスター
魔法使いが使役する使い魔。召喚時にはプラモデルのランナーのような魔法陣モードに収納された状態で出現し、自動でパーツが合体した後にリングを装填することで起動する。与えられた魔力で動いているため、その魔力が切れるとリングを残して消滅する。
プラモンスターたちは共通のジョイントを持つため、各部のパーツを組み替えて、合体することが可能である。第11話ではレッドガルーダ・イエロークラーケン・ブルーユニコーンが合体し、ガーゴイルに立ち向かった。また、第37話ではグリーングリフォンが、第45話ではバイオレットゴーレムが合体に加わっている。
レッドガルーダ
ウィザードが所持するガルーダウィザードリングを使用して召喚される、ガルーダを模したプラモンスター。ウィザード以外に、コヨミや大門凛子の指示で行動したこともあった。コヨミから「ガルちゃん」という愛称を付けられている。
高い機動力を活かして、偵察任務を担うことが多かった。強靭な脚部マキシマムフットで、他の飛行できないプラモンスターを抱えて運ぶこともできる。
ブルーユニコーン
ウィザードが所持するユニコーンウィザードリングを使用して召喚される、ユニコーンを模したプラモンスター。
優れた脚力による走行のほか、頭部の角モノケロードを利用して地面を掘ることも可能。スモールの魔法で小さくなった晴人を背に乗せたこともある。
イエロークラーケン
ウィザードが所持するクラーケンウィザードリングを使用して召喚される、クラーケンを模したプラモンスター。
水中で活動できる唯一の使い魔で、そのうえ空中も移動可能である。また、第12話では自動車に吸い付くことで陸上を高速移動しており、行動範囲の広さが最大の特徴といえる。
バイオレットゴーレム
ウィザードが所持するゴーレムウィザードリングを使用して召喚される、ゴーレムを模したプラモンスター。第26話で輪島繁が新たに製作した指輪によって誕生した。
内気な性格で人見知りが激しくファントムの探索には向かないが、手先が器用で輪島の助手をしている。ウィザードリングボックスや、ビーストドライバーの精巧なレプリカを作成するなどして、陰ながら戦いを支援した。
こうした実績を積んだことで自信がついたらしく、後にはファントムの探索にも出向くようになった。
グリーングリフォン
ビーストが所持するグリフォンウィザードリングを使用して召喚される、グリフォンを模したプラモンスター。
仁藤が魔力を得るためのファントム探索に使用される。ファントムの魔力を喰らわないと命を落としてしまう仁藤にとっての相棒といえる存在であり、「グリフォンちゃん」という愛称で呼ばれている。
第18話では強敵メデューサ相手に攻撃を仕掛け、あえなく一蹴されたものの、主である仁藤を守ろうとする勇敢な姿勢を見せた。
ブラックケルベロス
白い魔法使いが所持するケルベロスウィザードリングを使用して召喚される、ケルベロスを模したプラモンスター。
プラモンスター最速の脚力を誇るほか、知能も高く、晴人たちを翻弄して白い魔法使い / ワイズマンの企みの一端を担った。初登場の第14話では、青い魔宝石を見つけるようにコヨミをワイズマンの隠れ家へと導いた。第39話では晴人の手からエクリプスウィザードリングを奪取。第44話でも姿を現して、戦闘中だった晴人の動揺を誘っている。
前足の鋭い爪ティフォンフッカーや尻尾のハンマーボール エクダーナスターなど数々の武器を備えているが、実際にその高い戦闘力を活かす場面はなく、もっぱら晴人やコヨミと接触するのが任務だった。
ホワイトガルーダ
白い魔法使いが所持するガルーダウィザードリングを使用して召喚される、ガルーダを模したプラモンスター。後にメイジになった真由の使い魔となった。
レッドガルーダの色違いで、性能面での差はない。しかし召喚者の違いに起因するのか、性格は異なっている様子だった。
第8話では面影堂に訪れ、赤い魔宝石を届けた。その際、捕獲しようとした面影堂の面々からの行動を全て避けきって逆にレッドガルーダを捕まえさせ、最後は瞬平をからかうような仕草を見せてから、足で開けた入り口のドアをきちんと閉めつつ去っていった。
プラモンスタースペック一覧
| プラモンスター       | 所持者                 | 全長   | 全幅   | 全高   | 重量  | 最高速度                            |
| -------------------- | ---------------------- | ------ | ------ | ------ | ----- | ----------------------------------- |
| レッドガルーダ       | 仮面ライダーウィザード | 104 mm | 145 mm | 121 mm | 212 g | 約14 km/h（飛行）                   |
| ブルーユニコーン     | 仮面ライダーウィザード | 173 mm | 64 mm  | 167 mm | 263 g | 約30 km/h（走行）                   |
| イエロークラーケン   | 仮面ライダーウィザード | 130 mm | 140 mm | 110 mm | 220 g | 約2 km/h（陸上） 約10 km/h（水中）  |
| バイオレットゴーレム | 仮面ライダーウィザード | 128 mm | 120 mm | 101 mm | 260 g | 約6 km/h（歩行）                    |
| グリーングリフォン   | 仮面ライダービースト   | 164 mm | 175 mm | 100 mm | 230 g | 約25 km/h（飛行） 約12 km/h（歩行） |
| ブラックケルベロス   | 白い魔法使い           | 125 mm | 85 mm  | 60 mm  | 200 g | 約45 km/h（走行）                   |
| ホワイトガルーダ     | 白い魔法使い           | 104 mm | 145 mm | 121 mm | 212 g | 約14 km/h（飛行）                   |

## ファントム
本作品における敵怪人。「絶望」によって死亡したゲートから生ずる魔力の塊である魔物。元となったゲートの姿に擬態可能で、その生前の記憶も有してはいるが、人格は別となっている。飲食は可能だが、味覚を持たない。
ワイズマンをリーダーとした組織を構成し、ゲートとなる人間を「絶望」させて新たなファントムを増やそうと、それぞれ擬態しながら暗躍している。ただし、ファントムは基本的に個人主義者であるため、同族のファントムに対する仲間意識やメデューサのようなワイズマンへの忠誠心を持つ者は例外的であり、大部分はワイズマンの力が自分より上なので従っているだけである。ゲートを狙うのもワイズマンの命令だからであり、ファントム自身は仲間を増やすことに執着していない。
幹部であるミサたちの監視下で行動範囲は東京都内に限られているため、ゲートが都外に逃亡した場合は都内に戻ってくるまで襲われることはない。絶望させず（内なるファントムを生み出さず）にゲートを死に追いやるのは、彼らにとって避けなければならないタブーとされており、故意にそのような行動を起こすイレギュラーなファントムは、粛正の的になる運命である。
現実世界に存在しているファントムはほとんどが人型であるが、ゲートのアンダーワールド内にのみ登場するファントムは、おおむね巨大な魔物としての姿をしている。
ファントムの名前やモチーフは基本的に北欧やギリシャなどの神話に名を残す怪物たちと同様であるが、伝承では女性であるヴァルキリーやアラクネが男性として登場しているなどといったケースのように、必ずしもその特性を引き継いでいるわけではない。ウィザードやビーストら魔法使いと敵対していたが、終盤にてワイズマンこと笛木によって踊らされていたことが判明する。
- 名称の由来は悪霊を意味するファントムではなく、「幻肢痛」 (Phantom Pain) から[184]。
- 各名称は神話からの流用だが、名称のイメージに合わせるものではなく、自由に発想したものとなり、華麗なアクションを重視する本作品に合わせて、初期のショッカー怪人のようにシンプルでそれなりに動けるデザインとなっている[30]。共通部分として、嘴が宝石を咥えたようなデザインのエンブレムを頭部や胸部、腹部などに付けている[30]。
- ワイズマンと幹部怪人のデザインモチーフは、四神[29][30]。共通要素として両肩はショッカー怪人のベルトのような嘴状の甲冑にしている[29][30]。

ワイズマン
笛木が魔法使いとなるために科学で造り出した人造ファントムカーバンクルを身体に埋め込んだ姿。
その容姿は白を基調とした鋭角的で等身大で、この姿となりファントムと偽ることで、笛木はファントム側を操っていた。
左腕を変化させた鉤爪による攻撃、胸部の紫色のコアからの魔宝石の生成、インフィニティースタイルの魔力を吸収・利用して破られた結界を張り直し、同時にウィザードを変身解除に追い込むなど、多彩な能力を見せるが、戦闘の際は基本的に白い魔法使いに変身しており、この姿はファントムらの前にワイズマンとして行動している時、魔宝石を生み出す時にのみ変化していた。
「サバト」を再び開くことを目標とし、ファントムを増やすことで日蝕時と同等の魔力を賄うためだと謳い、ミサたちを動かしている。ユウゴが鬱憤を持て余した際は、彼の気質を利用した作戦を与えて出撃を許可するなど、寛大な対応をとっているが、危険なファントムであるレギオンを勝手に解放したソラを処刑しようとしたり、魔法使いが揃う見込みが付き用済みとなったミサを平然と始末するなど、邪魔者には容赦がない。
- デザインモチーフは、白虎で、白虎のイメージを白い全身と黒い模様に忍ばせている。ボディにはウィザードの頭部のイメージを入れている。胸部中央の宝石はアメジストの原石で、登場回の監督であった舞原のローマ字「MAIHARA」を背中の各所に崩して入れている。

ミサ
サバトで誕生したファントムの幹部の1体。黒髪の美少女。元となったゲートは、稲森真由の双子の姉稲森 美紗（）。
物腰は柔らかいが性格は冷酷。他のファントムを監視し、彼らに指令を与える役割を担っているが、ウィザードと初めて戦ってからは時折前線に赴くようになる。人間態の際は衝撃波を発生させ、相手の威嚇に使う。
ファントムを生み出すことを「ワイズマンの意志」と語っており、ワイズマンに忠誠を誓い、ウィザードの抹殺よりもゲートを絶望させることを優先している。「ゲートが減る」という理由からむやみに人間に危害を加えることを好まず、粗暴なユウゴを問題視しているが、それなりの仲間意識はあり、一定の信頼関係を結んでいた。一方でソラのことは彼の態度もあり毛嫌いしており、ワイズマンとの交渉で、彼が自らより上の立場になったことを不服としている。
魔法使いが4人揃う見込みがついたことで用済みとされ、真由が変身したメイジのホーリーウィザードリングによって満身創痍になったところを、確保した魔法使いを倒されることを嫌ったワイズマンの手によってとどめを刺され、さらには彼が白い魔法使いであったことを知り、自分が誑かされていたことを嘆きつつ塵となって消滅した。
- 回想シーンでの美紗は、おとなしい真由に対して、しっかり者のお姉ちゃんというイメージで差を付けたという。

メデューサ
ミサの怪人態。
ゲートを見抜く能力を持つ唯一のファントムであり、ワイズマンの計画に必要な存在として重用されていた。
頭部から伸びる無数の蛇を自在に操り、相手の体内の魔力を吸収することが可能。この際に動きを封じた相手を石化させることも可能。主武装はアロガントと呼ばれる杖で、接近戦での武器になる他、杖の先から遠距離弾・魔力を集中することで大蛇の形をした衝撃波を出すことも可能。ウィザード強化スタイルとも互角以上に渡り合う上、必殺技ではないもののその技を受け流すなど高い戦闘能力を誇る。
- デザインモチーフは玄武。全身をヘビモチーフとしているが、亀甲模様の頭部など亀要素を入れている。頭部の亀の甲羅の周囲の黒い部分はゴーグルのようにアレンジしている。腰回りはスカート風に処理している。デザイン画では鱗のテクスチャーを各所に入れているが、実際のスーツでは省略されている。

ユウゴ
サバトで誕生したファントムの幹部の1体。
無精髭を生やした派手な服装の青年。元となったゲートは、花屋に勤務していた藤田 雄吾（）で、花を愛する温厚な性格の人物だった。
日頃は調子がよくテンションの高い喋り方をし、軽薄そうに振る舞うが、感情的になると暴力的な本性を見せる。部下には居丈高に振る舞うが、ミサに対しては頭が上がらない。
直情的で粗暴な性格はミサ曰く「ゲートにまで手をかけかねない」と問題視され、長らく前線には投入されなかったが、溜まった鬱憤の解消のためにワイズマンの許可を得て前線に赴くようになる。
初戦でウィザードを圧倒するもドラゴンの力を得たウィザード フレイムドラゴンに敗れ、それ以来彼への執念を募らせていたが、ワイズマンから許しを得られずにいた。しかしふとしたことで交流を持った凛子の言葉を受けたことで「自分のやりたいことをやる」と決意し、ウィザード打倒のため凛子を人質にして強化スタイルのウィザードを圧倒する。だがビーストの乱入によって凜子を救出されたため、街で破壊活動を行い、ウィザードに再び決闘を申し込んだ。
そしてウィザードとの最終決戦に臨み、一度は敗北したフレイムドラゴンのドラゴタイマーで生成した強化スタイルの分身体をも同時に圧倒するが、新たに変身したオールドラゴンと互角以上の空中戦を繰り広げながらも逆に圧倒され、最期はオールドラゴンのストライクドラゴンを喰らって太陽まで蹴り飛ばされ、太陽の炎に焼かれながら永遠に死と再生を繰り返し続けるという末路を迎えた。

フェニックス
ユウゴの怪人態で、赤を基調としたスマートな容姿をしている。
大剣カタストロフによる攻撃、地獄の業火と呼ばれる魔法の炎で強襲する。ウィザードの基本四形態全てを圧倒し、必殺技すらかき消すほどの怪力と超魔力を誇る。
死と再生を繰り返す力を持ち、倒されても復活可能だが、復活直後は魔力が大幅に減少する。しかし完全に魔力が戻ると戦闘能力が上昇し、以前受けた攻撃が効かなくなる。さらに復活する度に再生に掛かる時間が縮まっていく。これによって最終的にドラゴタイマーで分身した強化スタイル全てを相手にしてもなお圧倒するほどにまで強化された。さらには背中に生成された魔法の炎を纏った翼で飛行・攻撃が可能になった。
『スーパーヒーロー大戦GP 仮面ライダー3号』ではショッカーの怪人として登場。
- デザインモチーフは朱雀。両肩の嘴はショッカーの鷲マークにしている。鳥の羽のイメージと炎を思わせる体色は初稿から変わっていない。

ソラ
サバトで誕生したファントムの幹部の1体で、ファントムの中でも異端的存在。
ラフな格好をした青年。元となったゲートは、美容師の滝川 空（）。
常に少年のような笑顔を浮かべ、他人に「ハロー」と声をかけるなどおどけた性格。一方で頭が非常に切れ、魔法使いたちはおろか他のファントムを出し抜くことすら厭わない狡猾な策略家としての面も持ち、ファントムとしての活動の他に緑・黄色の魔宝石を人間側に流すなど、独自の思惑に基づいた単独行動を行う。
またファントムでは唯一、人間の心理をよく理解した上でゲートを絶望させようとすることがある。
その得体の知れない振る舞いから、ミサ・ユウゴをはじめとする他のファントムには全く信用されず、異端視されているが、ソラ自身も他のファントムたちを本心では侮蔑している。
その所以は、ソラがゲートである滝川空の人格を維持したまま覚醒した、（本人が調べた限りでは）過去に前例が無いファントムという存在にある。それゆえ自身をファントム「グレムリン」でなく人間「ソラ」であることを強調したり、他のファントムを元になったゲートの名で呼んだりと、あくまでファントムではなく人間としての観念を以て行動しており、自身がファントムへと変貌した事実を受け入れていない。
実はファントムとして異端的である以前に、元になったゲートとしても極めて異端的な存在であり、サバト以前の「滝川空」時代から「白い服と長い黒髪」という条件の女性を見つけると殺人衝動に襲われ、数十人の女性を殺害・始末してきたサイコキラーであった。
ファントムになった後も「滝川空」としての本能には全く変化が無いままとなっており、人間とファントムのどちらからも受け入れられない異端的存在であるというジレンマを抱えることになった。その結果、最終目的として「人間になる」ことを夢み、その望みに基づいた試行錯誤として、独自の行動に発展している。なお自分と同じく「人間にもファントムにもなれていない」存在である魔法使いに対してはシンパシーを感じており、晴人に自分の正体・想いを吐露することで彼の葛藤を誘ったが、晴人が「滝川空」としての猟奇的な本性を知ったことでそのアイデンティティを「人間なんかじゃない」と否定、相容れず互いに宣戦布告することとなる。
ファントムを増やそうとするワイズマンには賛同出来ず、彼の思惑を知りたいと周囲に語るなどあくまで懐疑的に見ていた。しかしワイズマンが所持するとされる賢者の石で人間になれると考え、フェニックスの敗北後に彼の代わりとしてミサのサポート役を買って出ることで接触を開始。凶暴すぎるがゆえに幽閉されたファントム・レギオンを解放することでワイズマン本人を誘い出し、処刑されかかりながらも交渉に成功、「ゲートを絶望させる」というファントムの使命を一任されるまでに至る。
しかしワイズマンへの懐疑心は捨てきれず、ゲート襲撃の合間に内偵を行った末にワイズマンの正体・目的を看破し、ファントムとの決別をミサに宣言。再び単独行動に戻ってからは、賢者の石を体内に秘めているコヨミに強い執着心を持ち、彼女に狙いを定めて誘拐しようと目論むが、遂にこれまでの勝手な行動を見逃してもらっていた笛木（ワイズマン）の怒りを買ってしまうことになり、白い魔法使いに変身した彼から徹底的に打ちのめされ、満身創痍の状態で逃亡するも、コヨミは魔法陣の中に安置されたため、ほとんど手出し不可能な状況に陥ってしまう。そのため賢者の石と交換するための人質として魔法使いたちの確保を目論んだり、サバトについて語り仁藤をけしかけるなど暗躍する。そして白い魔法使いとの戦いの際に奪い取ったハーメルケインで笛木を殺害し、さらにコヨミから賢者の石を取り出して入手に成功する。
最終的に賢者の石を取り込み進化体となり、人間になるための魔力を集めるべく無差別に人を襲うが、ウィザードに賢者の石を奪われ、強化ストライクウィザードで敗北。希望を奪われたことを晴人へ皮肉気に抗議するが、「人の心を失ったお前は人じゃないだろ?」と改めてそのアイデンティティを否定され、消滅した。

グレムリン
ソラの怪人態。
ラプチャーと呼ばれる2本の刀を使用し、俊敏な動きで相手を翻弄する。ラプチャーには組み合わせて大鋏のように使用する機能もある。ウィザード・ビーストを手玉に取るほどの戦闘能力を誇る。またコンクリートの壁をすり抜ける能力も見せ、隠れる場所が多い入り組んだ地形では奇襲・不意打ちで真価を発揮する。
『平成ライダー対昭和ライダー 仮面ライダー大戦 feat.スーパー戦隊』では、地下帝国バダンの怪人として登場。
- デザインモチーフは青龍。青は緑を指す言葉でもあるため、全身を玉虫色のイメージにしている。銀ベースにクリアカラーの彩色にすることで光沢感を出そうとしたが、諸事情で実現しなかった。肩の嘴は龍のようにアレンジしている。ラプチャーはソラが美容師であったため、2本を組み合わせてハサミのように使えるようになった。

グレムリン進化体
賢者の石を取り込んだグレムリンが進化変身を遂げた姿。
全身にトゲのような意匠を備え、頭部はより禍々しくなっているなど、通常時よりも凶暴な顔付きとなっている。
手から放つ魔力弾・胸から放つ衝撃波・笛木から奪ったハーメルケインを武器とし、賢者の石を取り込んだことで肉体・魔力・戦闘能力は格段に強化され、3体のメイジを一掃し、通常時では手も足も出なかったウィザード インフィニティースタイルを逆に圧倒し、初めて変身解除に追い込むほどの恐るべき実力を見せ付けた。しかし、賢者の石をウィザードに奪われ、元に戻ってしまう。
- スーツは新規造形で、龍のイメージを強くしている。背部の肩甲骨には「ソラ」と入れている。

グール
魔石の欠片から生み出される下級兵士。武器は槍で、人間では太刀打ち出来ないほどの力を誇るが、ゲートから生み出されたファントムよりも魔力や思考能力は低い。
- デザインイメージは、泥人形。オレンジ色の部分は溶岩のような血液が流れているイメージで、泥人形の中に息づく生命的な要素を入れている。シンボリックなものとして角を付けている。スーツは、動きやすさを踏まえてウレタンをタイツに貼ったもの。

## 用語
魔法と魔力
魔法使いが行使する力で、魔力はそのために必要となるパワーソース。その存在はファントムにも知られている。魔法の一部は変身しなくても使用可能で、「コネクト」でその都度必要な物を取り出したり、「スモール」「スリープ」でファントムの事情を知らない一般人をまいたりと、非常に活用法が多い。魔力の減少と連動して晴人の体力を消費し、魔力で動いているプラモンスターの稼働時間にも影響するが、物語が進むにつれて晴人の魔力も成長した結果、「スペシャル」「サンダー」「グラビティ」などのそれまで強化スタイルで使用していたリングも、変身前や通常スタイルで使用可能になっている。
魔力はコヨミの命をつなぐのに欠かせないため、晴人は「プリーズ」で定期的に分け与えている。魔力は十分な休息を取ることで回復するが、コヨミに魔力を与えた直後は半減しているため、休息を取らずに戦闘になった場合は「魔力切れ」が発生しやすいという弱点がある。
仁藤はビーストキマイラと一体化したため、人間としての飲食とは別にファントムの魔力を摂取する必要がある。

ゲート
ファントムのエネルギーとされる強力な魔力を持った人間。
誕生済みの他のファントムによって精神的なダメージを受けて「絶望」することで、そのゲートのアンダーワールドで発生したファントムが現実世界に飛び出す。
ファントムが現世に出る際にはゲートの肉体が次第にひび割れていき、最終的には砕け散るように消滅してゲート本人も死亡する。ただしゲートが絶望に堕ち（ひび割れ）ても、身体が砕け散る前に現実世界に生まれ出ようとしている新たな巨大ファントムをアンダーワールド内で撃破すれば、ゲートの消滅（死亡）を回避可能。アンダーワールド内のファントムが消滅するとそのゲートの魔力も消滅するため、再度狙われる恐れは無い。
魔法使い
個々の詳細は#仮面ライダーを参照。自分のアンダーワールドに誕生したファントム（絶望）を自力で抑えることに成功したゲートで、本作品における「仮面ライダー」を指す。ただし、偶発的に遺跡でキマイラと融合した「古の魔法使い（ビースト）」、自ら製作した人造ファントム（カーバンクル）を身体に宿した「白い魔法使い（笛木）」など、人為的に魔法使いになった者もいる。本来は現実に誕生するはずだったファントムを魔力の源にすることで魔法を使用可能であるが、虎視眈々と晴人の肉体を狙うウィザードラゴンの例があるように、魔法使いになったことでファントムの脅威が消えるわけではなく、一生そのリスクを背負うことに変わりは無い。なお、笛木は自分を含めた5人の魔法使い（アーキタイプのビーストは例外）が揃えばファントムを殲滅できると真由に伝えているが、実際は笛木の最終目的であるサバトを起こすための狂言に過ぎなかった。

サバト
半年前の日蝕の日に晴人をはじめとした大勢のゲートをどこかの海辺へ拉致して行われた、大量のファントムが生み出された儀式。白い魔法使いによれば晴人とコヨミのみファントムが覚醒せずに生還したとされており、この儀式でミノタウロス・ヴァルキリー・リザードマン・フェニックス・メデューサ・グレムリンが誕生したほか、ウィザードラゴンが晴人のアンダーワールドに宿った。他のファントムの消息は不明。
ファントムたちがワイズマンの命によってゲートを絶望させてファントムを増やそうとしていたのは、ソラによれば日蝕で得る分の魔力を大量のファントムで代用してサバトを再び開くためとされていたが、それはワイズマンの正体である笛木の狂言であり、本当はファントムを生み出す過程で「絶望」に打ち勝ったゲート＝魔法使いを効率的に集めるためにゲートの絶望を促していた。
ワイズマンはファントムを増やすためにサバトを開くことを使命としてファントムたちを従えていたが、実際はファントムの誕生はサバトの副産物にすぎず、サバトの真の目的は賢者の石に大量の魔力を注ぎ込み暦を蘇生させることであり、前回のサバトもワイズマン / 白い魔法使い＝笛木によって起こされたものである。サバトに巻き込まれると、ハーメルケインを吹くことで発せられる特殊な音色によってその影響を受けた全ての人間が強制的に絶望させられることで、ゲートは肉体から魔力が放出し、ファントムを生み出して死んでしまうが、魔力の無い人間も死に至ってしまう。ただし、アーキタイプであるビースト＝仁藤だけは、影響をまったく受けない。
輪島に作らせたエクリプスウィザードリングによって日蝕を起こした笛木によって再び開かれたサバトは、ファントムよりも遥かに魔力の高い魔法使い4人を人柱として使用することでサバトの魔法陣を東京全体に広げ、前回よりさらに大量の魔力を集めようとする、人柱となった魔法使いを除く東京中の人間全員が死に至るという壮大なものであったが、サバトの影響を受けなかったビースト=仁籐の捨て身の策によってビーストドライバーから解放されたビーストキマイラに、サバトで発生した魔力を魔法陣ごと食い尽くされてしまったため、失敗に終わる。その後、笛木自身は「3度目のサバト」を企てていたが、彼がグレムリンに殺害されたことで未遂に終わっている。

魔宝石（）
魔力を秘めた石の総称。

賢者の石
「世界のすべてを飲み込む」と言われるほどの膨大な魔力を秘めた、特殊な魔宝石。人間に戻ろうとするソラが求めているアイテムで、笛木によると現存するのはコヨミに内包されている1つのみである。生と死を逆転させるなど強力な魔法を引き寄せる。コヨミ（暦）のように死者となった人間の肉体に埋め込んだ後、膨大な魔力を注ぎ込むことでその死者を蘇らせることが可能となる。ただし、不完全に蘇った者はその肉体には血が通っておらず、その肉体を維持するためには定期的に他者から魔力を供給される必要がある（晴人がコヨミにプリーズウィザードリングで魔力を供給する必要があったのは、このためである）。力を引き出すのに必要な魔力は計り知れなく、笛木はサバトでゲートから魔力を石に集めてコヨミの復活を目論み、ソラは自分と融合させて無差別に人間を襲ってその膨大な魔力を得ようとした。グレムリンとの最終決戦時には奪還したウィザードの手でホープウィザードリングに変化し、「石の力で誰かが不幸になって欲しくない」というコヨミの遺言に従い、晴人によってどこかに封印されることとなる。
伝承にも記録を残す存在であり、輪島は「万物を黄金に変えた」という中世時代の伝承を挙げている。

アンダーワールド
ゲートの精神世界。その背景はゲートが過去に経験した記憶のうち、最も心に深く刻まれた心象風景を再現している。
新たなファントムはこの世界で生まれ、アンダーワールドを破壊して現世に出ようとする。その際のファントムは上述の通り、形態が異なる。
ウィザードやビーストはゲートの指にエンゲージウィザードリングをはめ、そのリングの力でそのゲートのアンダーワールドに入り込むことが可能であり、これによってアンダーワールドで誕生したファントムが現世に出る前に撃破することで、ゲートの死を防ぐことが可能。ファントムを撃破した後にはエンゲージウィザードリングを「希望」と称し、ゲートだった人物に譲渡している。

国家安全局0課（）
木崎が警視庁に設立した対ファントム秘密部署。通称「国安0課（）」。世間にはまだ知られていないウィザードやファントムの事件を管轄し、極秘にウィザードや凛子の動きの監視を続けている。
活動そのものがトップシークレット扱いにされており、木崎曰く外部の者が詮索すれば公務執行妨害を適用できるとのこと。テレビの生放送中にファントムが出現するような大事件さえも、マスコミを操作して揉み消してしまうほどの絶大な権限を保持している。

魔宝石の中の世界
ホープウィザードリングを安置する旅に出ていた晴人が迷い込んだ、魔宝石の中に存在する世界。面影堂が草原の中に建っているほか、少しの距離だけで遠い場所に瞬間移動してしまうこともあるなど、晴人曰く「時間・空間が滅茶苦茶」である。
住人には面影堂やはんぐり〜の面々のそっくりさんも存在するが、現実とは年齢・性格が異なっている。
この世界の正体は、クウガからフォーゼまでの歴代平成ライダーによって葬られてきた怪人たちの未練が集結し、具現化したものである。住人は一般人として生活しているが、ある時期が来ると怪人に変身可能となる。ただし住民全員がそうなるわけではなく、面影堂やはんぐり〜の面々のように怪人にならないまま生活している者もいる。
この世界を統治する怪人物・アマダムによるとライダーリングを使用すればこの世界を破壊することが可能で、住民は外の世界に脱出して「怪人になる運命」から逃れられるが、同時に無数の怪人たちも外の世界へ解放されてしまう。

ライダーリング
クウガからフォーゼまでの歴代平成ライダー13人の頭部を模したウィザードリング。魔法使いが使用することでライダーを召喚可能だが、召喚したライダーを服従させる力は無い。
アマダムがウィザードたちに倒された後、消滅した。

## キャスト

### レギュラー・準レギュラー
- 操真晴人 / 仮面ライダーウィザード - 白石隼也
- コヨミ - 奥仲麻琴（1 - 52）
- 仁藤攻介 / 仮面ライダービースト - 永瀬匡（17 - 53）
- 奈良瞬平 - 戸塚純貴（2 - 53）[注釈 37]
- 大門凜子 - 高山侑子
- 輪島繁 - 小倉久寛
- ミサ / メデューサ、稲森真由 / 仮面ライダーメイジ - 中山絵梨奈（二役）（1 - 47/26,27,40 - 51）
- ユウゴ / フェニックス - 篤海（1 - 23）
- ソラ[注釈 38] / グレムリン - 前山剛久（18,19,22 - 51）
- 笛木奏（ワイズマン） - 池田成志（38 - 50）
- 飯島譲 / 仮面ライダーメイジ - 相馬眞太（40,41,48 - 51）
- 山本昌宏 / 仮面ライダーメイジ - 川口真五（46 - 51）
- 木崎 - 川野直輝（2 - 51）
- ドーナツ屋店長 - KABA.ちゃん（2 - 52）
- 店員 - 田谷野亮（2 - 52）
- 署長 - 小宮孝泰（1,2,7,16,36,37,42,51）

### 声の出演
- ナレーション - 平田広明
- ウィザードラゴン - 大友龍三郎（9 - 51）
- ビーストキマイラ - 西村知道（17 - 49）
- 白い魔法使い - 髙階俊嗣[注釈 39]（2,9,14,21,23,27,31）
- ワイズマン - 古川登志夫（8 - 47）
- グール - 穴井勇輝[196]、小峰一己[196]
- 仮面ライダー電王 - 関俊彦（52, 53）
- その他の仮面ライダー - 高梨謙吾、笹沼尭羅、高橋英則、江川大輔、岩崎了（52,53）

### ゲスト
- 幼い凜子 - 末原一乃（1）
- 凜子の父 - 松井正樹（1）
- 警官 - 岡田和也（1）
- 高木栄作 - 佐藤永典（4,5）
- 川崎愛美 - 松本若菜（6,7）
- 山形耕一 - 高橋良輔（6,7）
- 元川崎家を見に来た男性 - 二代目 三波伸介（7）
- 伊藤洋樹 - 武田勝斗（8,9）
- 伊藤美紀子 - 八木さおり（8,9）
- 伊藤和洋 - おぐらとしひろ（8,9）
- 幼少時代の晴人 - 中島凱斗（8,9）
- 晴人の父 - 三上市朗（8,9）
- 晴人の母 - ひがし由貴（8,9）
- 片山直己 - 桑代貴明（10,11）
- 片山義男 - 四方堂亘（10,11）
- 松木昭造 - 諏訪太朗（12,13）
- 稲垣徹也 - 石田卓也（12,13）
- 料亭の女将 - 円城寺あや（12,13）
- 梅林堂店主 - 針原滋（13）
- 真中千鶴 - 鉢嶺杏奈（14,15）
- 達郎 - 延山信弘（16）
- 「つばめ園」園長 - 小倉一郎（16）
- 謎のサンタクロース - ビル・フレミング（16）
- 及川博 - 池田政典（18,19）
- 及川由貴子[注釈 40] - 鈴木智絵（19）
- 新井志保 - 深谷由梨香（20,21）
- 新井寿史 - 中村英司（20,21）
- 花屋店主 - 大津慎伍（20）
- 幼少時代の仁藤 - 若山耀人（24,25）
- 仁藤敏江 - 山口果林（24,25）
- 多香子 - 柚りし菓（26,27）
- 中本治 - 有薗芳記（28,29）
- 富岡正[注釈 41] - 若尾義昭（29）
- 健太 - 平岡拓真（30,31）
- 詩織 - 芳山叶恋（30,31）
- 土屋真隆 - 松澤傑（32,33）
- 土屋と同じゲート - 佐野憲彦、保科光志、南雲康司、川島拓、林田栄信（32,33）
- 清水千明 - 新木優子（34,35）
- マネージャー - 夏目慎也（34,35）
- 根本和良 - 平田実（36,37）
- 篠崎和也 - 岸田タツヤ（38,39）
- 直美 - 大谷澪（38,39）
- 倉田朱里 - 矢部裕貴子（40,41）
- 西園寺雅文 - 須永慶（42,43）
- 幼少時代のコヨミ - 小林花音（42,43）
- 熊谷義和 - 山崎銀之丞（44,45）
- 酒井保 - 山崎和如（44,45）
- 酒井翔 - 山田日向（45）
- 山本亜矢 - 沢井美優（47,48,51）
- キャスター - きだつよし（51）
- 門矢士 / 仮面ライダーディケイド - 井上正大（52[注釈 42],53）
- 葛葉紘汰 / 仮面ライダー鎧武 - 佐野岳（52,53）（特別出演）
- 少年 - 竜跳（52,53）
- 少女 - SALA（現:咲蘭）（52,53）

### スーツアクター
前作まで2号ライダーを担当していた永徳は、別の現場での負傷により本作品ではレギュラーを担当していない。
- 仮面ライダーウィザード[出典 8] - 高岩成二
- 仮面ライダーウィザード（XMA（エクストリームマーシャルアーツ）担当[200]・晴人の吹き替えも担当[199]）- 杉口秀樹
- 仮面ライダーウィザード（バイク担当[199]） - 西村信宏
- 仮面ライダービースト[201][202]、白い魔法使い[201] / ワイズマン[201]、フェニックス[201][202] - 渡辺淳
- 白い魔法使い（代役）[154] - 永徳
- 白い魔法使い（代役）[154]、ワイズマン（代役）[154] - 清家利一
- メデューサ[203][204] - おぐらとしひろ
- グレムリン[205]、仮面ライダービースト（代役）[206]、ガーゴイル、ヴァルキリーほか[207] - 岡田和也
- 仮面ライダーメイジ[208]、グール[209] - 藤田慧
- ミノタウロス、ケットシー[210][211] - 藤井祐伍
- リザードマン[212] - 神前元
- 分身ウィザード[213]、レギオン[214]、ファントム[215] - 今井靖彦
- 響鬼紅[216] - 金子起也（53）

## スタッフ
従来とは異なり、メインスタッフの多くが「スーパー戦隊シリーズ」作品の常連で占められている。
『侍戦隊シンケンジャー』・『海賊戦隊ゴーカイジャー』の宇都宮孝明がライダー作品初の東映側チーフプロデューサーを担当。メインライターは『仮面ライダー響鬼』以来のきだつよしが担当したが、きだのスケジュールの都合上参加できる本数が限られていたため、仮面ライダーシリーズには初の参加となる香村純子との実質のダブルメイン体制となった。また52話・53話は『仮面ライダーディケイド』以来の會川昇が担当した。
パイロット監督には宇都宮同様に戦隊シリーズで活躍し、『仮面ライダーキバ』でライダー作品の演出の経験を持つ中澤祥次郎が登板。アクション監督には中澤の推薦でこれまで「スーパー戦隊シリーズ」を専任してきた石垣広文が、ファントムの担当デザイナーにはかつて平成ウルトラマンシリーズ作品を主軸に活動してきた丸山浩が、石森プロの田嶋秀樹からのお誘いで参加している。劇伴音楽については『仮面ライダーディケイド』以降の常連であり、単独での参加は『仮面ライダーオーズ/OOO』以来となる中川幸太郎が担当している。『ディケイド』第28話から仮面ライダー作品を担当してきたテレビ朝日側プロデューサー・本井健吾が人事異動のため、本作品の第44話で降板。その後は佐々木基が『獣電戦隊キョウリュウジャー』と兼任で担当している。
- 原作 - 石ノ森章太郎（石森章太郎プロ[注釈 44]）
- 連載 - テレビマガジン、てれびくん、幼稚園、めばえ、たのしい幼稚園、おともだち、コロコロイチバン!
- スーパーバイザー - 小野寺章
- プロデュース - 本井健吾（1 - 43）・佐々木基（44 - 53）（テレビ朝日）、宇都宮孝明
- 脚本 - きだつよし、香村純子、石橋大助、會川昇
- 監督 - 中澤祥次郎、諸田敏、舞原賢三、田﨑竜太、石田秀範、柴﨑貴行
- 音楽 - 中川幸太郎
- 撮影 - 松村文雄、倉田幸治、小林元、いのくままさお、菊池亘、植竹篤史
- 照明 - 斗沢秀、西田文彦、佐々木康雄
- 録音 - 村上洋祐
- 美術 - 大嶋修一
- 美術助手 - 奥山れもん
- 編集 - 長田直樹
- 助監督 - 山口恭平、上堀内佳寿也、澤口豊、相野田卓也、塩川純平、近藤孔明、杉原輝昭、高畑隆史 他
- 装飾・小道具 - 東京美工
- 装置 - 紀和美建
- 衣裳 - 東京衣裳
- メイク - サンメイク
- 編集 - 長田直樹
- EED - 緩鹿秀隆
- MA - 曽我薫
- 選曲 - 金成謙二
- 音響効果 - 大野義彦
- 操演 - 高木友善（ライズ）
- カースタントコーディネーター - 西村信宏（タケシレーシング）
- XMAコーディネーター - 杉口秀樹、村山邦彦
- ラインプロデューサー - 富田幸弘
- プロデューサー補 - 菅野あゆみ（テレビ朝日[注釈 45]）、石川啓、髙橋勇樹
- 鎧武登場シーン・プロデュース協力 - 武部直美（東映 / 52・53）
- 鎧武登場シーン・アクション演出協力 - 石垣広文（ジャパンアクションエンタープライズ / 52・53）
- クリーチャーデザイン - 丸山浩
- キャラクターデザイン - 田嶋秀樹、PLEX
- キャラクター管理 - 小野島泰宏、中村豊
- 造型 - ブレンドマスター
- 視覚効果 - 日本映像クリエイティブ、日本エフェクトセンター 他
- 絵コンテ - なかの★陽
- CG制作 - 特撮研究所
- 特撮コーディネーター - 中根伸治
- 特撮スーパーバイザー - 足立亨
- 特撮監督 - 佛田洋
- アクション監督 - 石垣広文、宮崎剛（ジャパンアクションエンタープライズ）
- 撮影協力 - 日本エクストリーム・マーシャルアーツ協会 他
- 車輌協力 - HONDA、クリエイティブ・オフィス ヤップ、テイ・エス テック
- 技術協力 - 東映ラボ・テック、アップサイド、KYORITZ、M・SOFT、ALEXA
- 制作 - テレビ朝日、東映、ADK

## 音楽
主題歌「Life is SHOW TIME」
作詞 - 藤林聖子 / 作曲・編曲 - tatsuo / 歌 - 鬼龍院翔 from ゴールデンボンバー
第1話ではオープニング映像は流れず、劇中シークエンスで流された。
第51話 - 第53話ではタイトルロゴが表示されただけでオープニングは流れず、第51話はクレジットはエンディングで主題歌のアレンジBGMをバックに流された。第53話ではクレジットはエンディングでBGMをバックに流された。

挿入歌
本作品の挿入歌としてのEDは仮面ライダーGIRLS、RIDER CHIPSの2組がそれぞれ担当した。
「Last Engage」（4・10）
作詞 - 藤林聖子 / 作曲・編曲 - Ryo / 歌 - 仮面ライダーGIRLS
仮面ライダーウィザード フレイムスタイルのテーマソング。
「Mystic Liquid」（3・4・15）
作詞 - 藤林聖子 / 作曲・編曲 - Ryo / 歌 - 仮面ライダーGIRLS
仮面ライダーウィザード ウォータースタイルのテーマソング。
第3話ではインストゥルメンタル版が使用された。
「Blessed wind」（5・13）
作詞 - 藤林聖子 / 作曲 - 野村義男 / 歌・編曲 - RIDER CHIPS
仮面ライダーウィザード ハリケーンスタイルのテーマソング。
「Strength of the earth」（6・7・10・17）
作詞 - 藤林聖子 / 作曲 - 野村義男 / 歌・編曲 - RIDER CHIPS
仮面ライダーウィザード ランドスタイルのテーマソング。
第10・17話ではインストゥルメンタル版が使用された。
「Just the Beginning」（9・12）
作詞 - 藤林聖子 / 作曲・編曲 - AYANO / 歌 - 仮面ライダーGIRLS
仮面ライダーウィザード フレイムドラゴンのテーマソング。
「BEASTBITE」（17 - 19・34）
作詞 - 藤林聖子 / 作曲 - 野村義男 / 歌・編曲 - RIDER CHIPS
仮面ライダービーストのテーマソング。
第18話ではインストゥルメンタル版が使用された。
「alteration」（26）
作詞 - 藤林聖子 / 作曲・編曲 - 鳴瀬シュウヘイ / 歌 - 仮面ライダーGIRLS
仮面ライダーウィザード オールドラゴンのテーマソング。
オールドラゴンのテーマソングとして制作されたがオールドラゴンの戦闘シーンでは使用されず、第26話のドラゴンフォーメーションのときにのみ使用された。
「Missing Piece」（31・32・37・39・45）
作詞 - 藤林聖子 / 作曲・編曲 - Ryo / 歌 - 仮面ライダーGIRLS
仮面ライダーウィザード インフィニティースタイルのテーマソング。

## 放送日程
- 基本的には従来のシリーズ作品と同様に、2話完結の前後編形式が採られているが、第1話・16話・17話のみ1話完結の単編として制作されている。
- メインのストーリーは第51話で一区切りが付けられており、続く第52話・第53話は歴代の平成ライダーを主体とした特別編として位置付けられている。

| 放送日         | 放送回 | サブタイトル       | 登場ファントム                                                                             | 脚本                | アクション監督 | 監督       |
| -------------- | ------ | ------------------ | ------------------------------------------------------------------------------------------ | ------------------- | -------------- | ---------- |
| 2012年09月02日 | 1      | 指輪の魔法使い     | - ミノタウロス/網野（演、声 - RIKIYA） - ジャバウォック                                    | きだつよし          | 石垣広文       | 中澤祥次郎 |
| 9月09日        | 2      | 魔法使いになりたい | - ヘルハウンド/田島一夫（演、声 - 金剛地武志） - リザードマン（2話） - サイクロプス（3話） | 香村純子 きだつよし | 石垣広文       | 中澤祥次郎 |
| 9月16日        | 3      | 変身!生中継        | - ヘルハウンド/田島一夫（演、声 - 金剛地武志） - リザードマン（2話） - サイクロプス（3話） | 香村純子 きだつよし | 石垣広文       | 中澤祥次郎 |
| 9月23日        | 4      | 人形とピアニスト   | - ケットシー/外国人の男（演、声 - ベルナール・アッカ）                                     | きだつよし          | 石垣広文       | 諸田敏     |
| 9月30日        | 5      | 決戦のコンクール   | - ケットシー/外国人の男（演、声 - ベルナール・アッカ）                                     | きだつよし          | 石垣広文       | 諸田敏     |
| 10月07日       | 6      | キレイな花には     | - ノーム/ソムリエ（演、声 - かなやす慶行）                                                 | 香村純子            | 石垣広文       | 舞原賢三   |
| 10月14日       | 7      | 思い出を買うために | - ノーム/ソムリエ（演、声 - かなやす慶行）                                                 | 香村純子            | 石垣広文       | 舞原賢三   |
| 10月21日       | 8      | 新たな魔宝石       | - フェニックス/ユウゴ                                                                      | 香村純子            | 石垣広文       | 中澤祥次郎 |
| 10月28日       | 9      | ドラゴンの叫び     | - フェニックス/ユウゴ                                                                      | 香村純子            | 石垣広文       | 中澤祥次郎 |
| 11月11日       | 10     | 国家安全局0課      | - ガーゴイル/作業員（演、声 - 山地健仁） - ヨルムンガルド（11話）                          | きだつよし          | 石垣広文       | 諸田敏     |
| 11月18日       | 11     | 守り抜く約束       | - ガーゴイル/作業員（演、声 - 山地健仁） - ヨルムンガルド（11話）                          | きだつよし          | 石垣広文       | 諸田敏     |
| 11月25日       | 12     | 希望の和菓子       | - ヴァルキリー/桐谷克弥（演、声 - 杉林功）                                                 | 香村純子            | 石垣広文       | 田﨑竜太   |
| 12月02日       | 13     | 夢を継ぐ者         | - ヴァルキリー/桐谷克弥（演、声 - 杉林功）                                                 | 香村純子            | 石垣広文       | 田﨑竜太   |
| 12月09日       | 14     | 帰って来た映画監督 | - リザードマン/石井悟史（演、声 - 植田圭輔）                                               | 香村純子            | 石垣広文       | 舞原賢三   |
| 12月16日       | 15     | ラストシーンの後は | - リザードマン/石井悟史（演、声 - 植田圭輔）                                               | 香村純子            | 石垣広文       | 舞原賢三   |
| 12月23日       | 16     | クリスマスの奇跡   | - フェニックス/ユウゴ - ヘカトンケイル                                                     | きだつよし          | 石垣広文       | 中澤祥次郎 |
| 2013年01月06日 | 17     | もう一人の魔法使い | - マンティコア/占い師（演、声 - 赤星昇一郎）                                               | きだつよし          | 石垣広文       | 中澤祥次郎 |
| 1月13日        | 18     | 魔力が食事         | - ヒドラ/ダイバー（演、声 - 中川素州） - バンダースナッチ（19話）                          | きだつよし          | 石垣広文       | 諸田敏     |
| 1月20日        | 19     | 今日の命、明日の命 | - ヒドラ/ダイバー（演、声 - 中川素州） - バンダースナッチ（19話）                          | きだつよし          | 石垣広文       | 諸田敏     |
| 1月27日        | 20     | 近づく真相         | - ベルゼバブ/指揮者風の男（演、声 - IZAM）                                                 | 香村純子            | 石垣広文       | 石田秀範   |
| 2月03日        | 21     | ドラゴンたちの乱舞 | - ベルゼバブ/指揮者風の男（演、声 - IZAM）                                                 | 香村純子            | 石垣広文       | 石田秀範   |
| 2月10日        | 22     | 不死鳥の暴走       | - フェニックス/ユウゴ                                                                      | きだつよし          | 石垣広文       | 中澤祥次郎 |
| 2月17日        | 23     | 決戦               | - フェニックス/ユウゴ                                                                      | きだつよし          | 石垣広文       | 中澤祥次郎 |
| 2月24日        | 24     | 魔法使いの祖母     | - ワータイガー/井川（演、声 - 虎島キンゴロウ）                                             | 香村純子            | 石垣広文       | 舞原賢三   |
| 3月03日        | 25     | 命の選択           | - ワータイガー/井川（演、声 - 虎島キンゴロウ）                                             | 香村純子            | 石垣広文       | 舞原賢三   |
| 3月10日        | 26     | 学園潜入           | - メデューサ/ミサ                                                                          | きだつよし          | 石垣広文       | 諸田敏     |
| 3月17日        | 27     | 姉と妹             | - メデューサ/ミサ                                                                          | きだつよし          | 石垣広文       | 諸田敏     |
| 3月24日        | 28     | 盗まれたベルト     | - スプリガン/警備員（演、声 - こっとん健児）                                               | 香村純子            | 石垣広文       | 中澤祥次郎 |
| 3月31日        | 29     | 進化する野獣       | - スプリガン/警備員（演、声 - こっとん健児）                                               | 香村純子            | 石垣広文       | 中澤祥次郎 |
| 4月07日        | 30     | 魔法の消える日     | - レギオン/内藤（演、声 - 村田充）                                                         | きだつよし          | 石垣広文       | 柴﨑貴行   |
| 4月14日        | 31     | 涙                 | - レギオン/内藤（演、声 - 村田充）                                                         | きだつよし          | 石垣広文       | 柴﨑貴行   |
| 4月21日        | 32     | 危険なアルバイト   | - ボギー/笠原（演、声 - やべけんじ）                                                       | 石橋大助            | 石垣広文       | 石田秀範   |
| 4月28日        | 33     | 金で買えないモノ   | - ボギー/笠原（演、声 - やべけんじ）                                                       | 石橋大助            | 石垣広文       | 石田秀範   |
| 5月05日        | 34     | 人気モデルの裏側   | - アルゴス/小須田明人（演、声 - 城咲仁） - グレムリン/ソラ                                 | きだつよし          | 石垣広文       | 舞原賢三   |
| 5月12日        | 35     | 空の向こう側       | - アルゴス/小須田明人（演、声 - 城咲仁） - グレムリン/ソラ                                 | きだつよし          | 石垣広文       | 舞原賢三   |
| 5月19日        | 36     | 九官鳥は語る       | - ラーム/加賀（演 - 渡辺実、声 - 穴井勇輝）                                                | 石橋大助            | 石垣広文       | 諸田敏     |
| 5月26日        | 37     | 絶望、指名手配     | - ラーム/加賀（演 - 渡辺実、声 - 穴井勇輝）                                                | 石橋大助            | 石垣広文       | 諸田敏     |
| 6月02日        | 38     | 奪った希望         | - バハムート/勝村（演、声 - 佳本周也）                                                     | きだつよし          | 石垣広文       | 石田秀範   |
| 6月09日        | 39     | ピッチの忘れ物     | - バハムート/勝村（演、声 - 佳本周也）                                                     | きだつよし          | 石垣広文       | 石田秀範   |
| 6月23日        | 40     | 自転車に乗りたい   | - シルフィ/西川（演、声 - 粟根まこと）                                                     | 香村純子            | 石垣広文       | 舞原賢三   |
| 6月30日        | 41     | 魔法使いは運命     | - シルフィ/西川（演、声 - 粟根まこと）                                                     | 香村純子            | 石垣広文       | 舞原賢三   |
| 7月07日        | 42     | 指輪の小説家       | - スフィンクス/楠田（演、声 - 顔田顔彦） - ギガンテス（43話）                              | きだつよし          | 石垣広文       | 諸田敏     |
| 7月14日        | 43     | 白い魔法使いの秘密 | - スフィンクス/楠田（演、声 - 顔田顔彦） - ギガンテス（43話）                              | きだつよし          | 石垣広文       | 諸田敏     |
| 7月21日        | 44     | 息子の形見は       | - セイレーン/静音（演、声 - 太田彩乃）                                                     | 香村純子            | 石垣広文       | 石田秀範   |
| 7月28日        | 45     | 笑顔は胸に         | - セイレーン/静音（演、声 - 太田彩乃）                                                     | 香村純子            | 石垣広文       | 石田秀範   |
| 8月04日        | 46     | ひび割れた思い     | - アラクネ（声 - 桐井大介） - メデューサ/ミサ                                              | 香村純子            | 石垣広文       | 舞原賢三   |
| 8月11日        | 47     | ワイズマンの真実   | - アラクネ（声 - 桐井大介） - メデューサ/ミサ                                              | 香村純子            | 石垣広文       | 舞原賢三   |
| 8月18日        | 48     | 賢者の石           | - 白い魔法使い/笛木奏（ワイズマン）                                                        | きだつよし          | 石垣広文       | 諸田敏     |
| 9月01日        | 49     | サバトの幕開け     | - 白い魔法使い/笛木奏（ワイズマン）                                                        | きだつよし          | 石垣広文       | 諸田敏     |
| 9月08日        | 50     | 大切なものは       | - 白い魔法使い/笛木奏（ワイズマン）                                                        | きだつよし          | 石垣広文       | 中澤祥次郎 |
| 9月15日        | 51     | 最後の希望         | - グレムリン/ソラ - グレムリン進化体                                                       | きだつよし          | 石垣広文       | 中澤祥次郎 |
| 9月22日        | 52     | 仮面ライダーの指輪 | - アマダム（人間態 / 怪人態の声 - 田口トモロヲ）                                           | 會川昇              | 宮崎剛         | 石田秀範   |
| 9月29日        | 53     | 終わらない物語     | - アマダム（人間態 / 怪人態の声 - 田口トモロヲ）                                           | 會川昇              | 宮崎剛         | 石田秀範   |

## 他媒体展開

### 他テレビシリーズ
『仮面ライダーフォーゼ』
第48話（最終話）のエンディングに操真晴人が登場。
『仮面ライダージオウ』
仮面ライダーウィザードが2068年の世界に歴代平成仮面ライダーの銅像のひとつとして登場。
EP07・08に仁藤攻介 / 仮面ライダービーストが登場。他にEP08に操真晴人 / 仮面ライダーウィザードとフェニックスがワンシーンのみ登場。EP48・LAST（最終回）にグール、LASTに仮面ライダーウィザード インフィニティースタイルが登場。

### 映画
『仮面ライダーフォーゼ THE MOVIE みんなで宇宙キターッ!』
2012年8月4日公開。『仮面ライダーフォーゼ』の単独作品。仮面ライダーウィザードが先行登場。
『仮面ライダー×仮面ライダー ウィザード&フォーゼ  MOVIE大戦アルティメイタム』
2012年12月8日公開。本作品と『仮面ライダーフォーゼ』のクロスオーバー作品。
公開時期にあたるテレビシリーズ（本放送時）第12話から第18話まで同作品の映像がOPで使用されている。
スーパーヒーロー大戦シリーズ
いずれも仮面ライダーシリーズとスーパー戦隊シリーズのクロスオーバー作品。
『仮面ライダー×スーパー戦隊×宇宙刑事 スーパーヒーロー大戦Z』
2013年4月27日公開。先の2シリーズとメタルヒーローシリーズのクロスオーバー作品。
公開時期にあたるテレビシリーズ（本放送時）第31話から第36話まで同作品の映像がOPで使用されている。
『平成ライダー対昭和ライダー 仮面ライダー大戦 feat.スーパー戦隊』
2014年3月29日公開。操真晴人 / 仮面ライダーウィザードが登場。
『スーパーヒーロー大戦GP 仮面ライダー3号』
2015年3月21日公開。仮面ライダーウィザードが登場。
『仮面ライダー×スーパー戦隊 超スーパーヒーロー大戦』
2017年3月25日公開。仮面ライダーウィザードがウォータースタイルで登場。
『劇場版 仮面ライダーウィザード in Magic Land』
2013年8月3日公開。本作品の単独作品。
公開時期にあたるテレビシリーズ（本放送時）第44話から第49話まで同作品の映像がOPで使用されている。
『仮面ライダー×仮面ライダー 鎧武&ウィザード 天下分け目の戦国MOVIE大合戦』
2013年12月14日公開。『仮面ライダー鎧武/ガイム』と本作品のクロスオーバー作品。
『仮面ライダー平成ジェネレーションズ Dr.パックマン対エグゼイド&ゴーストwithレジェンドライダー』
2016年12月10日公開。『仮面ライダーエグゼイド』と『仮面ライダーゴースト』のクロスオーバー作品。操真晴人 / 仮面ライダーウィザードが登場。
『劇場版 仮面ライダービルド Be The One』
2018年8月4日公開。『仮面ライダービルド』の単独作品。エピローグでウィザード フレイムスタイル、グレムリン進化体が登場。
『平成仮面ライダー20作記念 仮面ライダー平成ジェネレーションズ FOREVER』
2018年12月22日公開。『仮面ライダージオウ』と『仮面ライダービルド』をメインとしたクロスオーバー作品。仮面ライダーウィザード、グールが登場。
『劇場版 仮面ライダージオウ Over Quartzer』
2019年7月26日公開。『仮面ライダージオウ』の単独作品。仮面ライダーウィザードが登場。
『仮面ライダー 令和 ザ・ファースト・ジェネレーション』
2019年12月21日公開。『仮面ライダージオウ』と『仮面ライダーゼロワン』をメインとしたクロスオーバー作品。仮面ライダーウィザードが登場。
『セイバー+ゼンカイジャー スーパーヒーロー戦記』
2021年7月22日公開。仮面ライダー50周年×スーパー戦隊45作品記念作品。仮面ライダーウィザードが登場。

### ゲーム
『オール仮面ライダー ライダージェネレーション2』
2012年8月2日発売、ニンテンドーDS（ニンテンドー3DS対応）およびPlayStation Portable専用ソフト。
テレビ放送に先駆け、隠し要素として初ゲーム化。映画公開時に配布されたステッカーブック（2枚のカード付）内のパスワードを入力することで仮面ライダーウィザードが使用可能となる（DSとPSP共通）。前作に登場した仮面ライダーフォーゼ同様、ウィザードの声と必殺技はない。
発売元：バンダイナムコゲームス（バンダイレーベル）
『仮面ライダー 超（スーパー）クライマックスヒーローズ』
2012年11月29日発売、WiiおよびPlayStation Portable専用ソフト。
『クライマックスヒーローズ』シリーズ第5弾。メインのプレイヤーキャラクターとしてウィザードが登場。同作品では、バトルシステムに新要素として「フリーラン」が導入されている。
発売元：バンダイナムコゲームス（バンダイレーベル）
『仮面ライダーウィザード×チャリ走』
2012年12月7日配信、Google PlayおよびAppStoreで配信されるスマートフォン向けゲームアプリ。
横スクロール型ワンボタンアクションゲーム『チャリ走』とのコラボレーションアプリ。
前年に配信された『仮面ライダーフォーゼ×チャリ走』に続く第2弾となる。
ゲームは凸凹や穴のあるステージをジャンプしながらひたすら走り続けるというもので、途中に登場する指輪を取得することで4つのスタイルに変身することができる。
発売元：スパイシーソフト
フィーチャーフォン向けに同名タイトルのFlashゲームが携帯3キャリア公式サイトのアプリ★ゲットDX、チャリ走ZERO、東映MOBILE、テレ朝コンプリートの各サイトで同時配信されている。
『仮面ライダー バトライド・ウォー』
PS3専用ソフト。2013年5月23日発売。
クウガからウィザードまでに登場した平成仮面ライダーや、各作品の怪人が登場する。

### プロモーションビデオ
鬼龍院翔 from ゴールデンボンバー『Life is SHOW TIME』
鬼龍院翔に襲いかかるグールにウィザードが立ち向かう。ウィザードは魔法で鬼龍院の衣装を変化させたり、助っ人の格闘家軍団を呼び寄せる。
デーモン閣下『FOREST OF ROCKS』
『仮面ライダー×仮面ライダー ウィザード&フォーゼ MOVIE大戦アルティメイタム』の主題歌。本作品からはウィザード・グールが登場するが出番は短く、デーモン閣下の行進とそれに合わせて踊るバックダンサーが中心となっている。

### 超バトルDVD
『てれびくん超バトルDVD 仮面ライダーウィザード ダンスリングでショータイム!!』
テレビシリーズに「はんぐり～」の店長役で出演するKABA.ちゃんが振り付けでお馴染みであることからダンスがモチーフとなっている。晴人と仁藤が「はんぐり～」の店長のアンダーワールドに入り、ダンスリングで踊りまくるという内容。
キャスト
- 操真晴人 / 仮面ライダーウィザード - 白石隼也
- 仁藤攻介 / 仮面ライダービースト - 永瀬匡
- 店長 - KABA.ちゃん

声の出演
- ガーゴイル - 沼田祐介

スーツアクター
- 仮面ライダーウィザード - 高岩成二
- 渡辺淳
- 今井靖彦
- 石井靖見
- 神前元
- 藤田慧
- 金子起也

スタッフ

- ダンス振付 - KABA.ちゃん
- 原作 - 石ノ森章太郎（石森章太郎プロ）
- 脚本 - 石橋大助
- 監督 - 山口恭平
- アクション監督 - 石垣広文
- プロデュース - 宇都宮孝明
- プロデュース補 - 石川啓、髙橋勇樹
- 製作・発行 - 小学館

DVD限定のフォームに「仮面ライダーウィザード ビーストマント」、「仮面ライダービースト ウィザードスタイル」、ウィザードリングに「ダンスウィザードリング」が登場する。

### Web配信ドラマ
『仮面ライダーブレイブ〜Surviveせよ！復活のビーストライダー・スクワッド！〜』
2017年2月19日から東映特撮ファンクラブにて配信開始。仮面ライダーエグゼイドのスピンオフ作品。仮面ライダービーストが登場。
『ドライブサーガ 仮面ライダーブレン』
『仮面ライダードライブ』のスピンオフ作品。白い魔法使いとグレムリンが登場。
『仮面ライダージャンヌ&仮面ライダーアギレラ withガールズリミックス』
『仮面ライダーリバイス』のスピンオフ作品。大門凜子が登場。

### 映像ソフト化
いずれも発売元は東映ビデオ。
『仮面ライダーウィザード』
テレビシリーズのBlu-ray DiscとDVDは2013年2月21日より発売。また、第1巻の映像特典として本作品のパイロットメイキングを収録。
「ヒーロークラブ」シリーズは全2巻がリリースされた。2012年12月7日発売の第1巻「さあショータイムだ。仮面ライダーウィザード登場!!」はテレビシリーズ第1話から第3話（第1、2エピソード）を、2013年1月21日発売の第2巻「ドラゴン、俺に力を貸せ!フレイムドラゴン!!」は第8、9話（第5エピソード）を、それぞれ再編集したものとなっている。

### 小説
『小説 仮面ライダーウィザード』
著：きだつよし。講談社キャラクター文庫（講談社）より2014年11月1日発売。ISBN 9784063148718
映画『MOVIE大合戦』の後日譚。笛木の遺した遺産により誕生した「もう1人の操真晴人」の存在を主軸とし、晴人と凛子の関係性に焦点を当てている。
『S.I.C. HERO SAGA KAMEN RIDER WIZARD EDITION -魔法使いの弟子-』
『月刊ホビージャパン』2014年10月号から2015年9月号まで掲載されていたジオラマ小説。著：早瀬マサト。
瞬平を主人公にした後日譚で、『仮面ライダーオーズ/OOO』および『仮面ライダー×仮面ライダー フォーゼ&オーズ MOVIE大戦MEGA MAX』とのクロスオーバーも組まれている。

### ネット配信
- 東映特撮YouTube Official…2020年5月23日 - 11月28日[228]、2023年9月2日 - 2024年3月2日
- 東映特撮ニコニコおふぃしゃる…2021年3月14日 - 2022年3月13日